# Історія пошти України

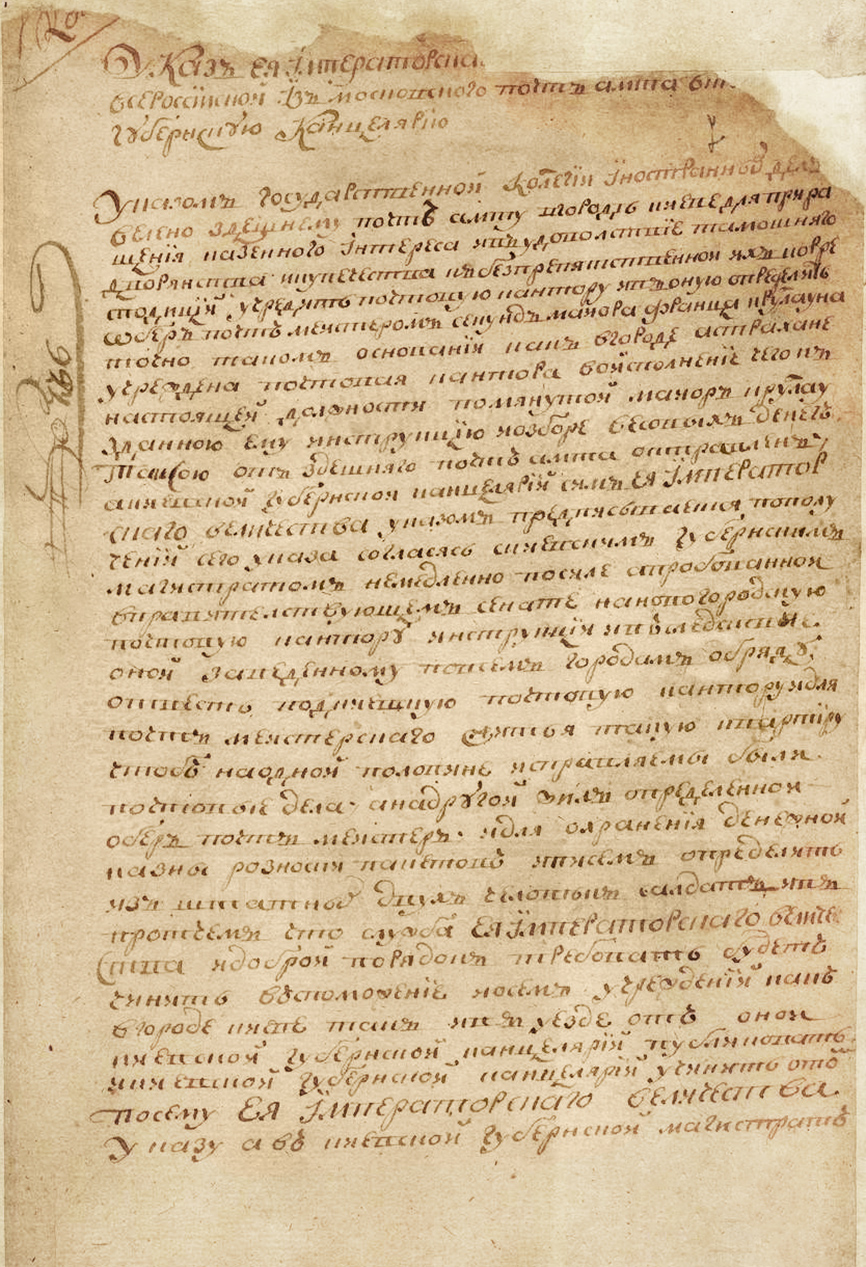
Указ від 21 серпня 1775 року про створення Київської поштової контори і призначення обер-поштмейстером Франца Круллау

Історія регулярної пошти та поштових марок в Україні бере початок у часи Київської Русі і триває в часи Речі Посполитої, Війська Запорозького, Гетьманщини, Російської імперії, Австро-Угорської імперії, УНР, Української Держави, УРСР та України. Перші поштові марки з'явилися на українських землях в середині XIX ст. і були випущені поштовими відомствами Австрії (1850) та Російської імперії (1857).

## З історії регулярної пошти
Розвиток поштової справи в Київській Русі починається з часу натуральної поштової повинності, що складалася з надання князівському гінцеві коня та кормів. У X ст. існував «повіз» — обов'язок населення надавати коней «від стану до стану» для княжих гінців і слуг.
У Речі Посполитій перша регулярна поштова італійська лінія простягалася з Кракова через Відень до Венеції та литовська лінія з Кракова через Варшаву до Вільна (1558). Право поштових перевезень орендувала родина Монтелупі (1569—1662). Доменіко Монтелупі започаткував регулярні поштові перевезення у Львові на початку XVII ст. Привілей короля Сигізмунда ІІІ Ваза надав право міщанину Роберто Бандінеллі перевозити королівську кореспонденцію до Італії та інших міст (1629). У травні 1629 Бандінеллі уклав угоду з магістратом Львова про організацію пошти і перевезення кореспонденції до Любліна, Кракова, Варшави, Торуня, Гданська, Ясс, Кам'янця, Києва та інших міст. Вартість залежала від ваги листа і відстані. На пошту набрали 17 курсорів, які склали присягу війту чи райцями і мали доставляти лише надану кореспонденцію неушкодженою у визначений час, за визначеною таксою під загрозою штрафу чи ув'язнення. Курсори відправлялися щосуботи, але у разі нагальної потреби курсор міг бути висланий окремо в інший час. Пошта розміщувалась у будинку Бандінеллі.
На Волині пошта була створена наприкінці XVII століття за часів саме Речі Посполитої. На рівні королівського двору ухвалили рішення щодо запуску регулярного поштового зв’язку з Луцька до Замостя. У цей період почали відправляти публічні і приватні листи. Періодичність – щотижня до польського міста і щотижня у зворотному напрямку.
У Війську Запорозькому перші відомості про поштове сполучення, яке ще не мало систематичного характеру, належать до XVII ст.: гетьмани України спілкувалися як на міжнародному рівні (з володарями сусідніх та інших держав), так і в межах Гетьманської України (з козацькою старшиною і духівництвом) шляхом листування, з яким відсилали т. зв. нарочних.
Сучасна дослідниця козацтва О. М. Апанович характеризує як зразкову систему дипломатичну пошту, що існувала за Богдана Хмельницького, який мав точні свідчення про події в Польщі, Криму, Туреччині, Молдовії, Валахії, про стан справ у західноєвропейських країнах (Швеції, Німеччині, Австрії, Італії, Венеції та ін.).
У період інтенсивного листування з царем Олексієм Михайловичем гінці з листами від Богдана Хмельницького слідували маршрутом Чигирин — Крилов — Черкаси — Переяслав — Баришівка — Ніжин — Путивль.
У березні 1669 року гетьман Лівобережної України Дем'ян Многогрішний підписав з московським урядом угоду — «Глухівські договірні статті», де стаття 10 угоди передбачала «влаштовувати у малоросійських містах пошту за московським зразком». Було передбачено організацію пошти із залученням до неї охочих бути поштарями. Через п'ять років почали приймати листи від населення, мали поштовий двір на Подолі, стайню на 40 коней. «Вольності» і стародавні традиції міщан (зокрема в Києві) давали можливість уникати поштової повинності, що підтверджувалося універсалами гетьманів.
За даними А. Скальковського, на Запорожжі були дві пошти: Київська і Глухівська, до того ж Глухівська була давнішою. Київська пошта доставляла щотижня царські накази, ордери керівників Київської губернії, листи із Москви, Києва, Польщі.
В 1725 році Катерина І видала Указ про заснування поштового двору на Подолі, підпорядкованого міському магістрату.
Остаточна уніфікація поштової системи Гетьманщини і Російської імперії відбулася за часів графа Петра Олександровича Румянцева, який після скасування інституту гетьманства став очільником Лівобережної України — «головним командиром малоросійських полків». Він розробив і ввів до обігу 1765 року «Учреждение о конной почте в Малой России», згідно з пунктами якого чітко окреслювалися вимоги до поштмейстрів (завідувачів поштових відділень) і поштарів (осіб, які займалися доставкою кореспонденції), визначалися терміни і прейскурант на пересилання пошти (окремо в межах Лівобережної України і окремо в межах Російської імперії). Було визначено також основні шляхи («тракти»), якими користувалися для доставки пошти. Поштове сполучення складалося спершу з 9-ти маршрутів (Глухів—Київ, Київ—Полтава, Київ—Стародуб, Київ—Чернігів, Київ—Кременчук, Київ—Потоки, Київ—Добрянка, Полтава—Чернігів, Ромни—Лубни) та 72-х станцій. Поштова система в Україні 1782 року була передана малоросійській філії Головних поштових справ правління Російської імперії із назвою Малоросійський поштамт (1782—1830), дії якого поширювалися на Малоросійську губернію, Слобідсько-Українську губернію, Новоросійську губернію, Київську губернію і Курську губернію, з 1810 року — поштовому департаментові МВС Російської імперії; 1831—1853 рр. введено поштові округи. Поштові контори відкривалися в губернських містах, згодом — у повітових центрах. Зв'язок здійснювався у визначені дні й години. Станціями завідували наглядачі, перевозили поштарі та ямщики. Спершу поштою користувалися урядові установи й армія. Для військово-політичних цілей створювали кур'єрську або екстрапошту, яка із Санкт-Петербурга до Києва доставляла кореспонденцію за 4 дні, якщо звичайна пошта — впродовж 10-ти днів. Екстра-пошта з'єднала 1828 року Київ із Житомиром та з С.-Петербургом. Пошта використовувала диліжанси, поштові коляски, фури, кабріолети, брички. Із 1839 року ввели поштові екіпажі (легкі та важкі). У 1843 р. пошта отримала єдиний для Російської імперії поштовий тариф. Тоді з'явилися перші поштові скриньки із 2-ма відділеннями — для кореспонденції, що відправлялася, і кореспонденції, яка прибула. У 1857 р. введено поштові марки, 1872 — поштові листівки, з 1890-х рр. почали здійснювати грошові перекази. Поруч із державною існувала приватна пошта, що називалася «вільною». Першим утримувачем «вільної» пошти став поміщик Студзинський на тракті Харків—Москва 1845 року.
Із 1860-х рр. пошта почали перевозити залізницею. Перший залізничний поштовий зв'язок встановлено із С.-Петербургом через Чернігів 1861 року.
Із початком 20 ст. до поштового зв'язку додався телеграф, який вводили приватні компанії.

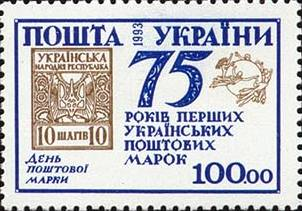
Марка України до 75-річчя перших українських марок й Дня поштової марки (1993)

Власні поштові марки в Україні вперше з'явилися в часи створення незалежної Української держави 1918 року. Опісля понад 70 років Україна жила без власних марок, хоча ще 1947 р. УРСР стала членом Всесвітнього поштового союзу. Лише з 1992 р. Україна почали друкувати власні марки незалежної держави.

## Земська пошта
Перші у світі поштові марки видав уряд Великої Британії (1840), а на українських землях — Австрія (1850) та Росія (1857).
У 1864 році в Росії утворено повітові земські управи з правом ведення місцевої пошти. За час існування земських пошт 1865—1917 рр. усі земства видали 2 427 марок, у тому числі в Україні 827 купюр у 43 повітах і 15 повністок у 4 повітах. Земства у Верхньодніпровському на Катеринославщині й у Дніпровському (Таврія) повітах перші в Україні випустили поштові марки на поч. 1866 року.

приклади земських поштових марок Українських губерній
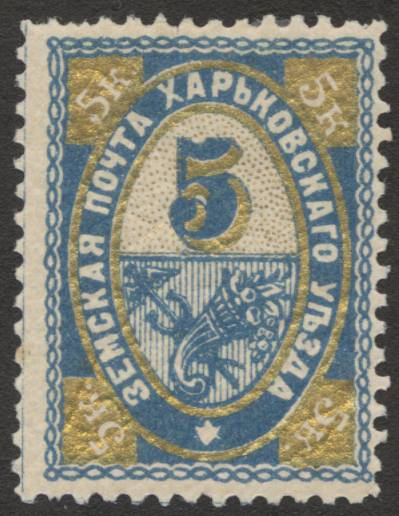
Герб губернії на земскій марці Харківського повіту
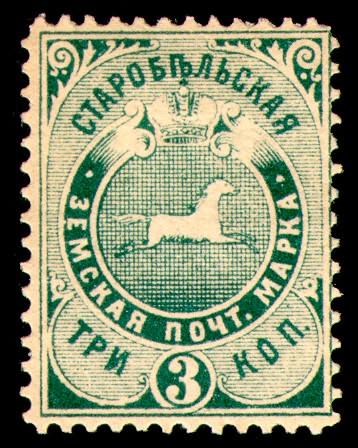
Земська марка Старобільського повіту (1888, № 1)
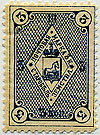
Земська марка Старобільського повіту (№ 2)
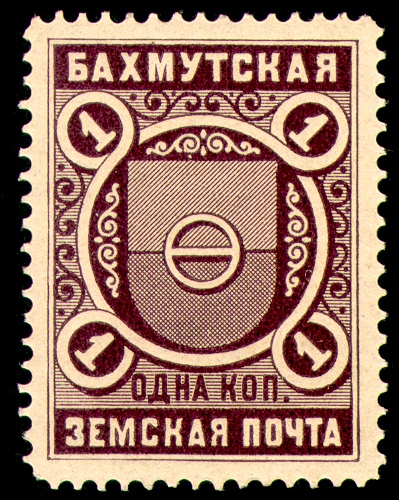
Земська марка Бахмутського повіту (1901, Чучин[3] № 1)
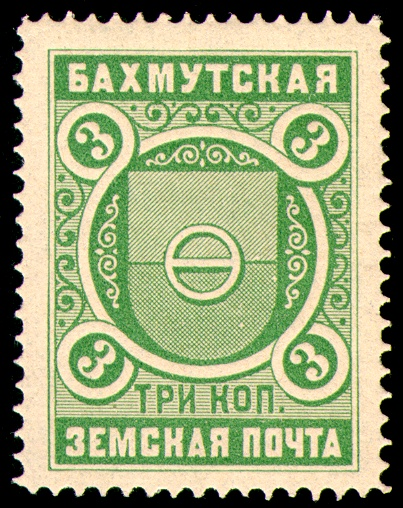
Земська марка Бахмутського повіту (1901, Чучин № 2)
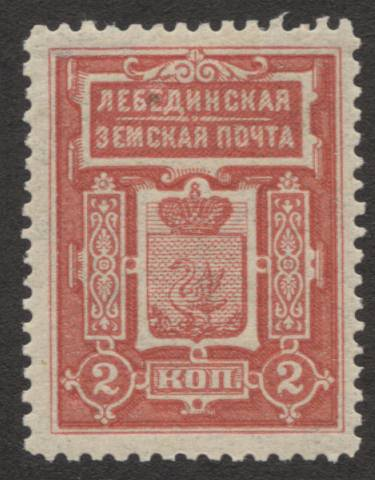
Земська марка Лебединського повіту (1900-1916 рр.)
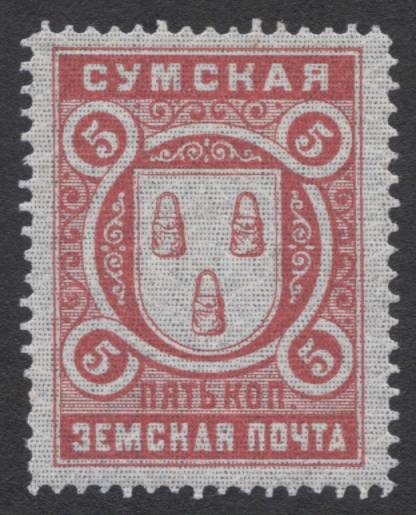
Земська марка Сумського повіту (1898 р.)
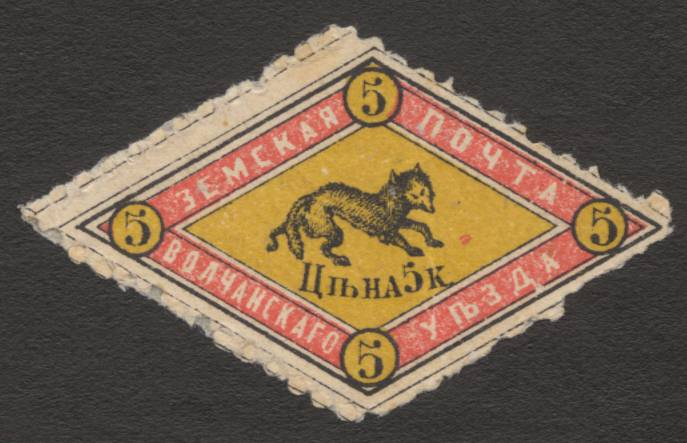
Земська марка Вовчанського повіту (1883)
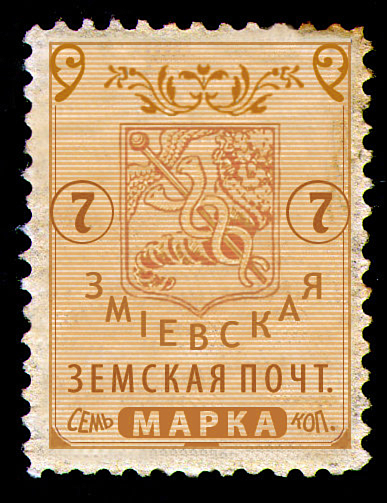
Герб Харківської губернії на земській марці Зміївського повіту
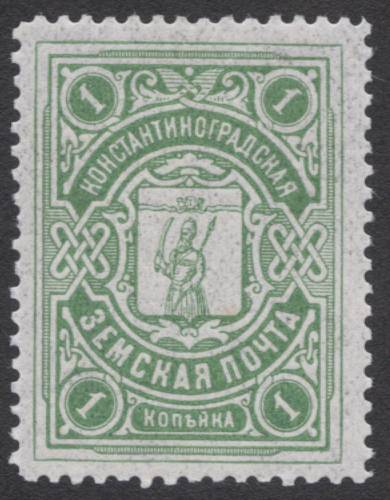
Земська марка Костянтиноградського повіту (1913, Конград)
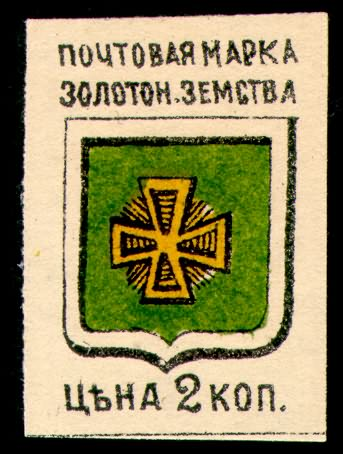
Земська марка Золотоніського повіту (1890)
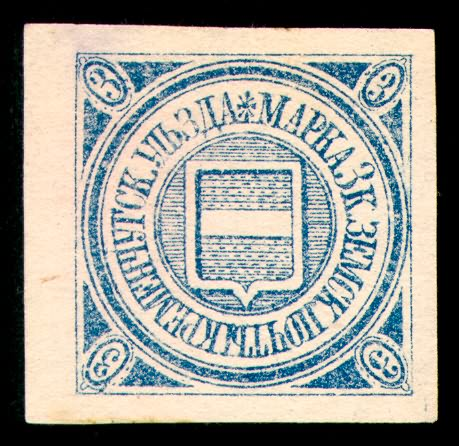
Земська марка Кременчуцького повіту (1914 р.)
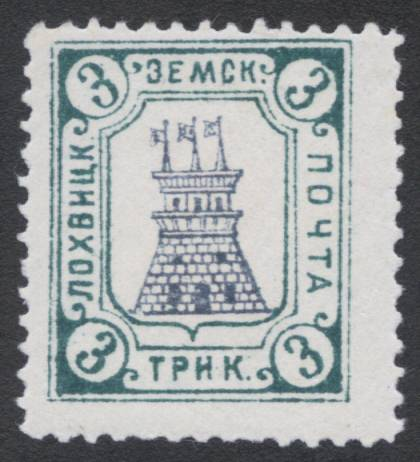
Земська марка Лохвицького повіту (1915-1916 рр.)
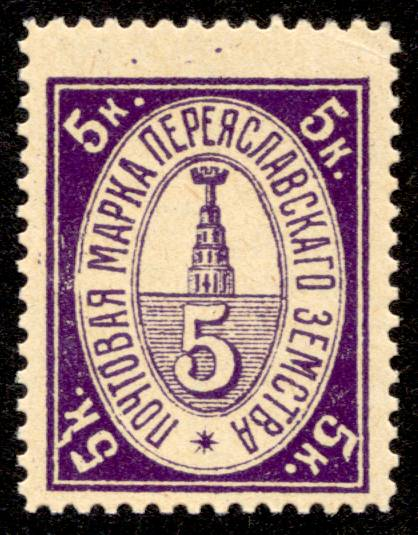
Земська марка Переяславського повіту (1915 р.)
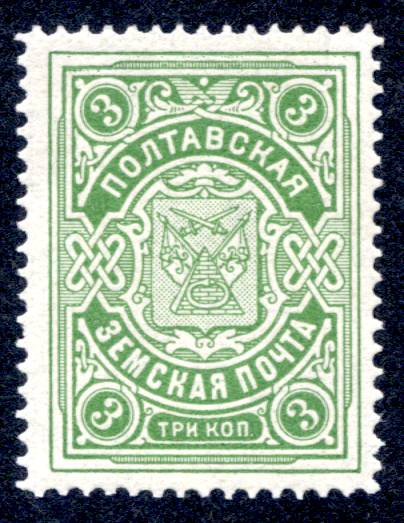
Земська марка Полтавського повіту (1909, № 1)
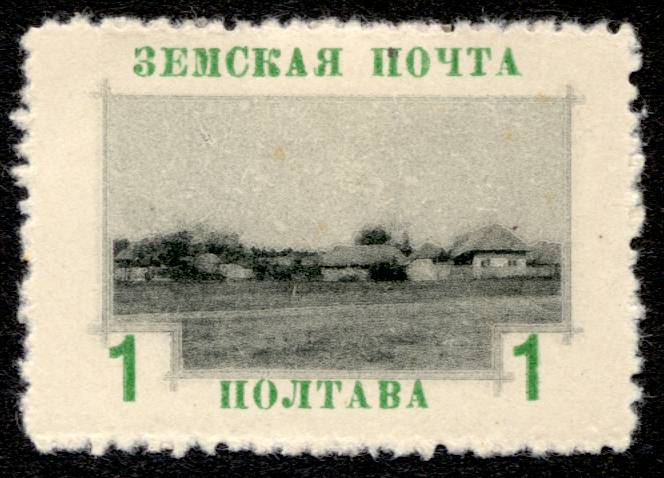
Земська марка Полтавського повіту (1912, № 2)
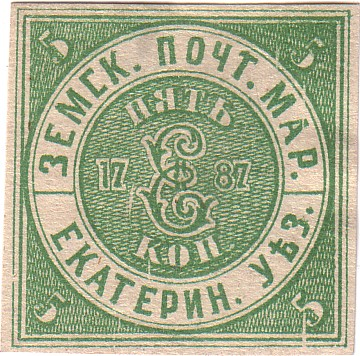
Земська марка Катеринославського повіту
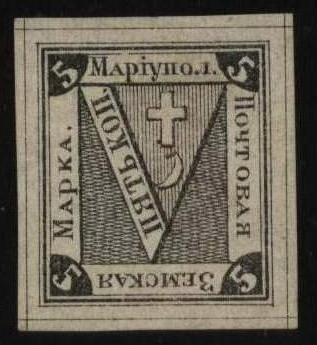
Земська марка Маріупольського повіту
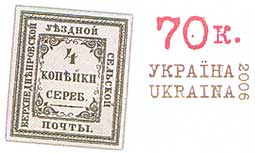
Поштова марка України 2006р., до 140-річчя першої земської марки Верхньодніпровського повіту
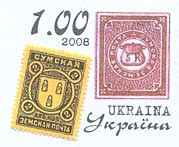
Поштова марка України 2008р., присвячена історичній земській марці Сумського повіту

### За змістом малюнка
Земські марки за змістом малюнка поділяють на три види::
1. Марки, що містять тільки написи (найменування повітової земської пошти, номінал):
 — з написами без малюнка або з рамкою (в одну або дві лінії);
 — з елементарним малюнком фону, штрихуванням і додатковими написами;
 — з розвиненими декоративними елементами (корони, поштові ріжки та сумки, мантії тощо), фоном і штрихуванням.
2. Марки із зображенням повітових і губернських гербів.
3. Ювілейні (комеморативні) марки, а також аматорські, які наслідують закордонні та вітчизняні державні марки.
| Комеморативні земські марки | Комеморативні земські марки | Комеморативні земські марки |
| --------------------------- | --------------------------- | --------------------------- |
|                             |                             |                             |

## Марки УНР
|                                                   |  |  |
| Ювілейна монета НБУ, присвячена першим маркам УНР |  |  |

Першу серію марок державної пошти УНР (5 купюр з номіналом 10—50 шагів) віддано в обіг у середині липня 1918 р., а 04.01.1919 додано марку вартістю 20 гривень зі зміненою назвою — «Українська Держава». У червні 1918 р. в Києві видано 6 гербових марок з номіналом 40 шагів—10 крб. Малюнки для них виконали Георгій Нарбут (8), Антін Середа (3) та Л. Обозненко (1). На основі закону від 18.04.1918 частину першої серії, названої «шагівковою», друкували на картонику і з написом на звороті: «Ходять нарівні з дзвінкою монетою». Їх вживано замість монет, які зникли з обігу.

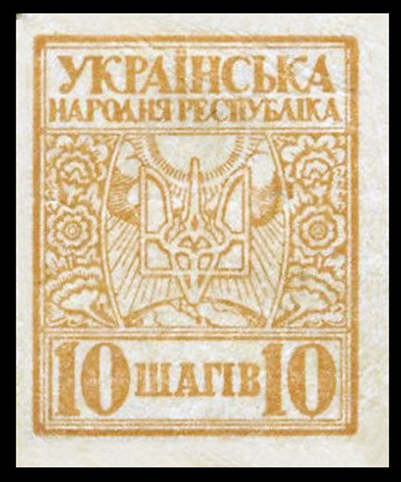
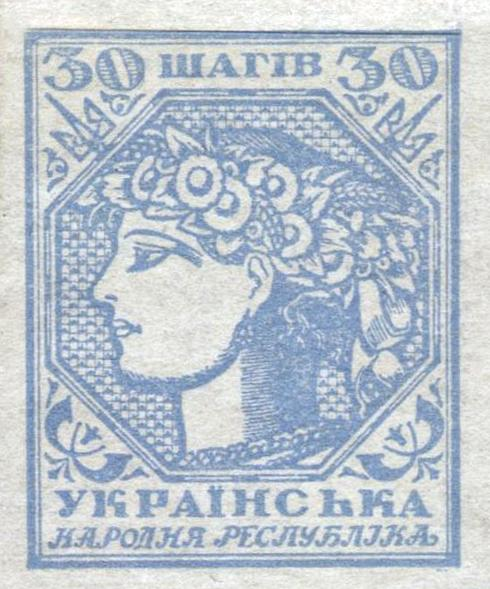

Щоб зупинити наплив з Росії давніх поштових марок і запобігти втраті державного скарбу, 20.08.1918 гетьманське Міністерство Пошти ухвалило передрукувати всі наявні запаси російських марок, додавши український державний герб. Вперше такі поштові марки з наддруком тризуба появилися в обігу 13.08.1918, а листівки вже 16.07.1918. Наддруки робилися місцевими засобами у 6 поштових округах: Київській, Полтавській, Харківській, Катеринославській, Одеській і Подільській. Тризуб відтискали всілякими способами, нерідко ручним, тому виникло багато відмін його форми, величини й кольору. Дослідження виявили 52 основні типи тризубів, 68 варіантів і 13 хибодруків, разом 133 головні відміни. Українізації підлягли різні поштові марки царської Росії, а в Жмеринці 08.08.1919 додано тризуб і на поштових марках, виданих урядом О. Керенського 1917 року. Всі українські поштові марки були в Україні в обігу ще деякий час після Директорії УНР. Найпізніша підтверджена дата — 05.07.1921 (Катеринослав).

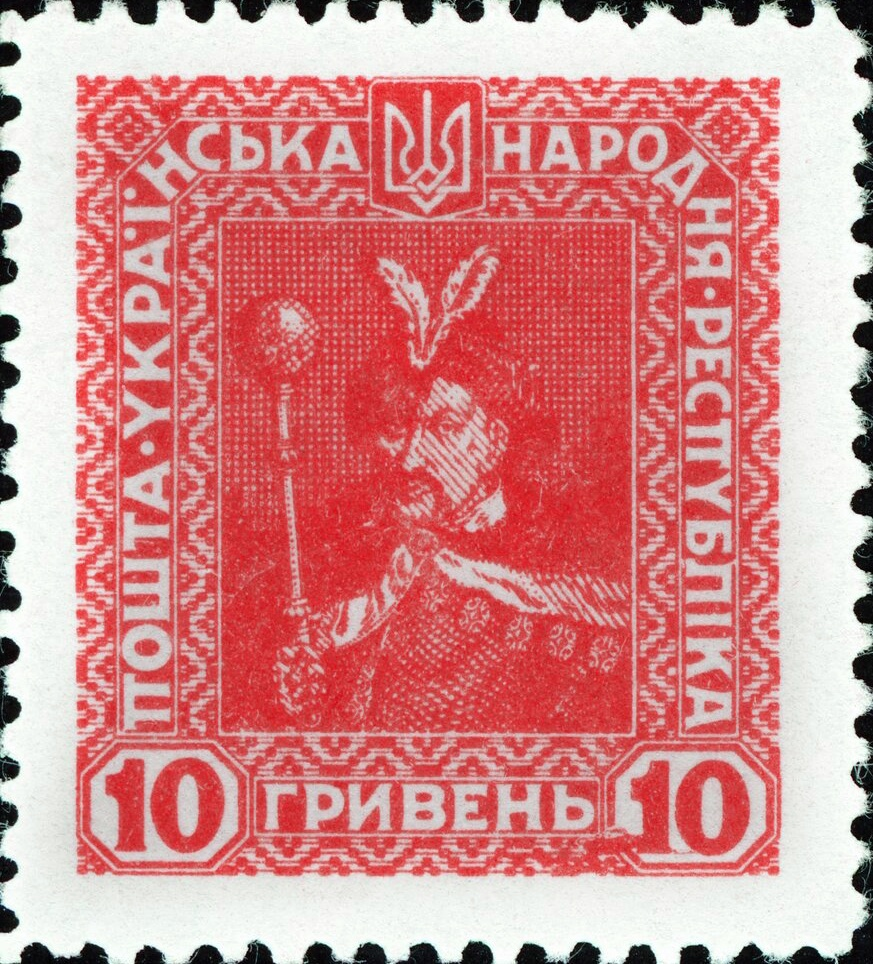
Богдан Хмельницький
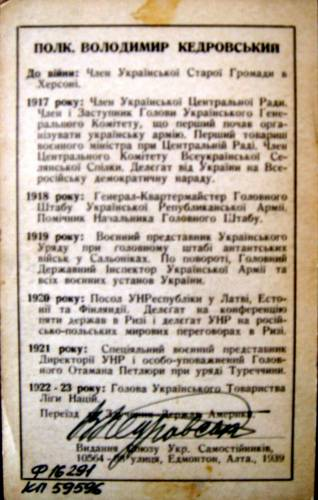
Листівка з біографією Кедровського
Посвідка члена СУЖ

Прибувши до Тарнова в Польщі, уряд УНР ухвалив 26.08.1920 вилучити з обігу всі попередні власні випуски і замінити їх новим виданням з 14 купюр, що були саме в друку. Це т. зв. віденська серія з номіналами 1—200 гривень, для якої малюнки для 6 купюр виконав М. Івасюк. Друк марок завершено 31.05.1921, але вже в листопаді 1920 р. уряд перебрав частину накладу купюр 10, 20 і 40 гривень з наміром вживати нові поштові марки на звільненій від більшовиків території. Для цієї ж мети вже 01.08.1920 виготовлено в Тарнові серію з наддруком на «шагівкових» поштових марках УНР «Кур'єрськопольова Пошта» і новими номіналами у гривнях. Також 02.05.1922 з доручення екзильного уряду УНР наддруковано на трьох марках віденської серії «УПП» (11 купюр). Ці видання в обігу не з'явилися.
Українські тимчасові поштові марки почали фальшувати вже наприкінці 1918 на Південній Україні, а згодом фальсифікати продукували спекулянти за кордоном. Вони підробляли наддруки і поштові штемплі та творили навіть неіснуючі вартості, т. зв. «фантастичні». Союз філателістів України у Німеччині успішно виявляв ці фальсифікати.

## Марки українсько-більшовицької війни й УСРР
Перші окупаційні поштові марки для України випустила Добровольча Армія генерала Денікіна в травні 1919 року в Маріуполі, надрукувавши новий номінал «35 к.» на поштових марках 10 шагів та «70 к.» на 50-шагівці. Восени 1919 ця армія видала 11 поштових марок для Південної України й Криму («Єдіная Россія»), а наступного року на 4-шагівках поставила «Югъ Россіи». Тоді ж (1920) у Харкові більшовики надрукували «РУБ» на 13 українських провізоріях і на російських поштових марках, а 1922 року в Києві —  нові номінали на російських державних ощадних марках. У серпні 1919 поляки в Ковелі взяли поштові марки УНР для наддруку «Poczta Polska» і номіналів 30 та 50 пфеніґів. Наддруки державного орла з номіналом 2, 5 і 10 грошів є пізнішою підробкою. Армія генерала П. Вранґеля після остаточної поразки під Каховкою в Таврії в листопаді 1920 надрукувала на українських провізоріях «Русская почта» і номінали 10 000 і 20 000 рублів та вживала їх у таборах, інтернованих у Туреччині до 30.05.1921.
У червні 1923 більшовицька влада видрукувала в берлінській друкарні 4 поштові марки (єдині українською мовою) з написом «Пошта УСРР» із доплатою в карбованцях на «Допомогу голодуючим». Ця серія була в продажу лише у 6 містах від 25 червня до 15 липня 1923 р.

## Марки ЗУНР

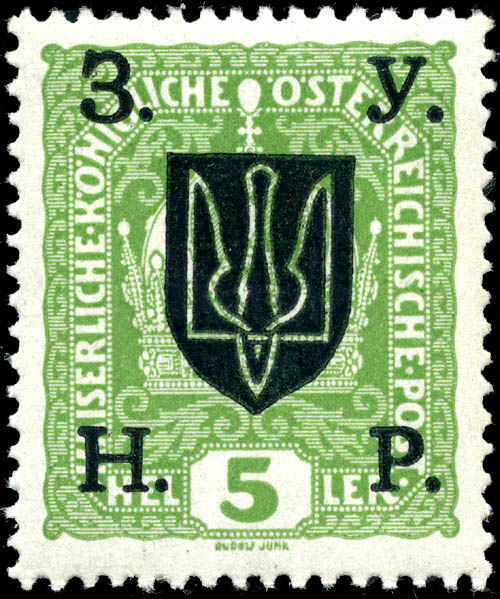
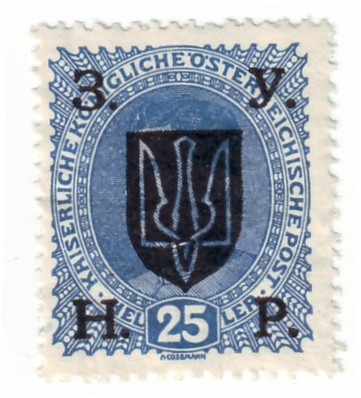

Т. зв. «львівське» видання (наддрук з 4 купюр «ЗахідноУкр. Народна Республіка» на австрійських поштових марках) було випущене у Львові 20.11.1918, «коломийське» видання («Укр. Н. Р.» і новий номінал у шагах на 4 купюрах та незубкована наліпка для рекомендованих посилок за 30 сотиків) з'явилося 12.12.1918, а 04.01.1919 така ж наліпка з номіналом 50 сотиків. Другий наклад цих самих наддруків віддано у продаж у Станиславові 07.05.1919, а третій наддрукували самовільно румунські старшини влітку 1919 року. Чергове «станиславівське» видання мало 4 випуски наддруків на 85 австрійських поштових марках: 18.03.1919 «Пошта Укр. Н. Реп.» на 20, в кінці квітня — на 37, 7. 5. на 19 (тризуб і в кутах «З. У. Н. Р.») і 15. 5. — на 9 (друк у Відні). Разом у Західній Україні курсували 93 тимчасові поштові марки та 2 поштові наліпки. Замовлену у віденській державній друкарні серію з 5 поштових марок уряд ЗО УНР одержав уже на еміграції наприкінці 1919. Це три незубковані поштові марки за 10, 20 і 50 сотиків і дві зубковані за 1 і 10 корон з комбінацією трьох гербів і назвою «Українська Народня Республіка З. О.». Щойно 1954 року виявили ще одну, останню, серію поштових марок ЗО УНР 1920 року з 12 купюр і 9 повністок та три поштові формуляри. На 4 марках зображений св. Михаїл, на другій четвірці — тризуб, а на решті — галицький лев; номінал від 5 сотиків до 3 корон. 24.05.1919 румунське військо окупувало Коломийщину і від 14.06. до 21.08. вживало свої провізорії з власними наддруками на австрійських поштових марках і листівках (С. М. Т.).

## Повітряна пошта
Повітряна пошта на українських землях діяла вперше на лінії Відень—Краків—Львів—Київ від 01.04.1918 до кінця жовтня. Друга лінія (Будапешт—Відень—Краків—Львів була чинна з 4 до 24 липня 1918 р. Для обох цих літунських шляхів випущено спеціальні наддрукові поштові марки «Flugpost» на 3 австрійських і «Repülő Posta» на 2 угорських поштових марках. Українських поштових марок повітряної пошти не було.
Доба самостійності України залишила нам близько 130 державних повністок, українізованих тризубом, та 5 випусків власних листівок, 1 листову карту і 1 грошовий переказ.

## Українська тематика на марках інших країн
Держави, до яких належали українські землі, іноді видавали державні поштові марки з українською тематикою. За міжвоєнного періоду на деяких марках Польщі, Румунії та Чехословаччини зображено пам'ятники архітектури українських земель (замок у Підгірцях, Львівська Політехніка, замок у Хотині, дерев'яна церква в Ясіні, замок у Мукачевому тощо). Українська тематика є й на поштових марках СРСР (міста, промисловість, письменники, діячі культури, мистецтва тощо). Зокрема, цінною є шевченківська серія 1939 року.
Інші країни, які мають тісні культурні зв'язки з Україною, також видають марки на українську тематику. Зокрема, поштова адміністрація Канади у липні 2009 планує надрукувати серію марок 'Roadside Attractions'. Одну з марок цієї серії буде присвячено пам'ятнику писанки, який розташований у м. Вегревіль, Альберта. На марці буде зображено також український прапор.

## Марки Карпатської України
В день відкриття Сойму й проголошення незалежности Карпато-Української Держави 15.03.1939 в Хусті була в обігу єдина українська поштова марка за 3 корони з зображенням церкви в с. Ясіня, видана чехословацькою поштою з наддруком «Карпатська Україна». За часів радянської влади Народна Рада Закарпатської України в Ужгороді 10 лютого та 20 березня 1945 р. наддрукувала на 100 поштових марках Угорщини «Пошта Закарпатська Україна», а в квітні та серпні видала власні 11 поштових марок з таким самим написом. На всіх тих поштових марках номінали подані без назви валюти. Ці марки були в обігу доти, доки цей край остаточно і формально не був включений в УРСР як Закарпатська область (22.01.1946).

## Друга світова війна
За другої світової війни на 18 поштових марках Німеччини з портретом А. Гітлера, вартістю 1—80 пфеніґів, німці надрукували 14.11.1941 «Ukraine», а 1943 року зробили це ще на двох поштових марках. Окрім того, вони допустили ще кілька (8) тимчасових місцевих пошт і видань або передруків (59 купюр), здебільшого з написом «Deutsche Hilfspost». Між ними були поштові марки та пошти: в Сарнах 1.10. — 4.12.1941, в Олександрії 15.12.1941 — 16.05.1942, у Вознесенському від квітня до 30.06.1942 та в 5 пов. у 1944. Після відступу радянських військ з Коломиї там місцева українська влада українізувала 1 радянську листівку (3.07.1941).

## Недержавні випуски
Недержавні випуски, тобто не допущені до оплати поштових послуг, звані еррінофілією, збирають також українські філателісти. Такі випуски марок видавали різні українські організації у XX ст.; вони слугували для збирання фондів на різні цілі, а також для української пропаганди. Іноді ці марки касували окремими штемпелями. Досі скаталогізовано близько 2 000 купюр різних недержавних українських марок, наліпок, блоків, стяжок і повністок.
Екзильний уряд УНР у Мюнхені продовжував випускати марки в кін. 1940-х — на поч. 1950-х pp. (у 1930-х pp. вийшло кілька випусків у Варшаві) і закликав українських емігрантів додатково оплачувати внутрішньоукраїнську кореспонденцію марками УНР. Керівником поштового відділу та відповідальним за видавництво марок був Ю. Максимчук.

## Підпільна Пошта України
Підпільна Пошта України (ППУ) мала пропагандивну мету, видаючи марки, що слугували як наліпки на листах поруч із державними марками. Її вів Закордонний Поштовий Відділ Підпільної Пошти України Закордонних Частин ОУН з 1949 h/ (з перервами); керівник Л. Рихтицький. Видано кількасот серій і блоків, а деякі надруковано чи поштемпельовано спеціальними печатками.

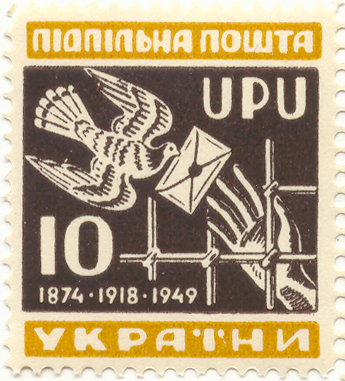
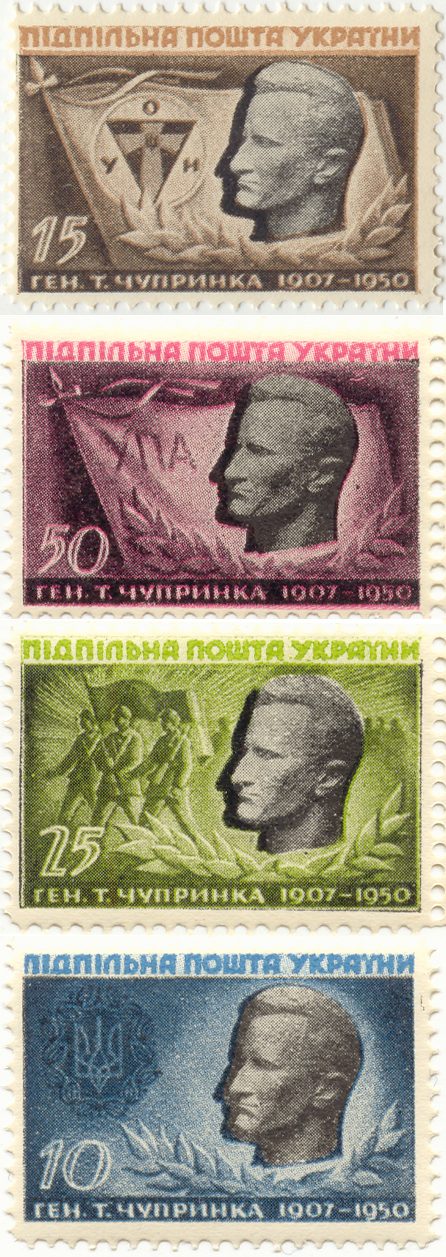
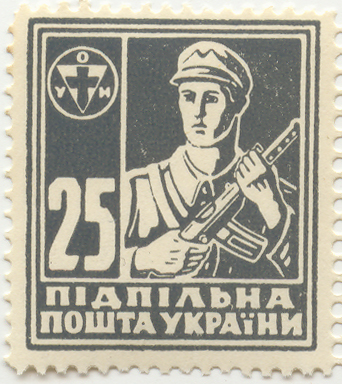
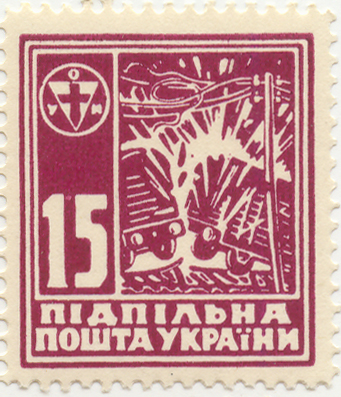
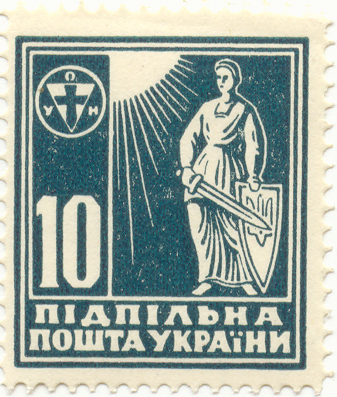
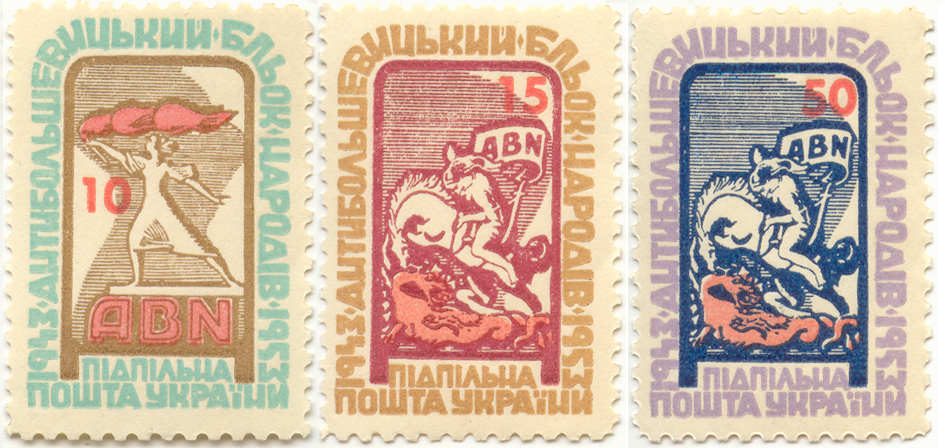

Таборові пошти обслуговували мешканців українських таборів ДП (переміщених осіб) у Німеччині у 1947—1950 і в таборі полонених вояків 1 Української Дивізії Української Національної Армії в Ріміні (Італія) 1945—1947. Ці табори видавали власні марки і повністки та касували їх своїми штемпелями, ведучи в своєму обсязі поштову службу. Цими таборами були: 1) Реґенсбурґ (оселя Ґанґгофер), 36 випусків від 30. 6. 1947; 2) Байройт (казарми Леопольда), 12 випусків 12.12.1948; 3) Новий Ульм (казарми Людендорфа), 22 наддрукові випуски 7.09.1949; 4) Ульм над Дунаєм (казарми Седан), 4 наддруковані випуски 1.05.1950; 5) Ріміні, 28 купюр марок і блок, 12 листівок, з номіналом у шагах, гривнях або лірах і два штемпелі з 19.08.1946 до червня 1947.

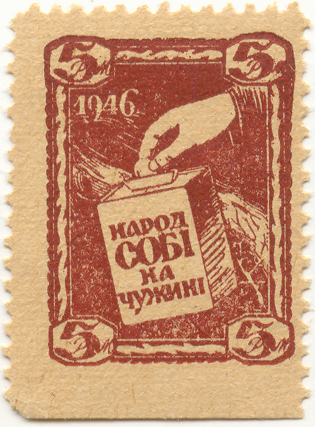
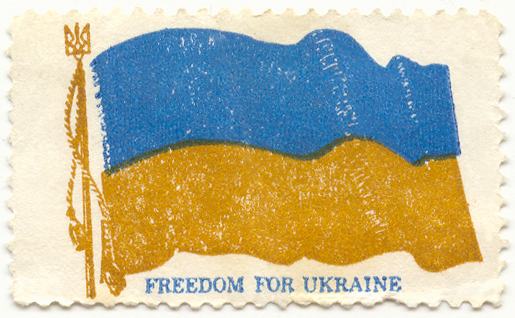
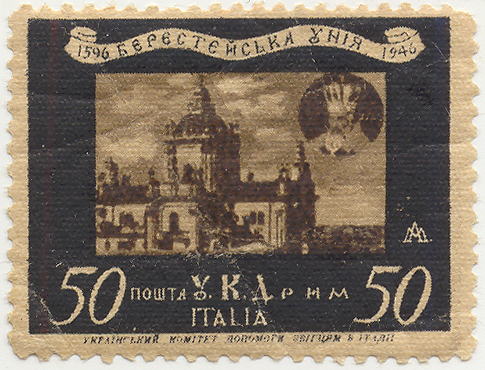

## Незалежна Україна

### Стандартні марки

#### Перший випуск стандартних поштових марок («Алегорія „Молода Україна“ за мал.Г.Нарбута, 1918р.»)
Марки першого стандартного випуску поштових марок випускались у 1992 році. В обіг були введені марки номіналами 0.50 укр.крб, 0.70 укр.крб, 1 укр.крб, 2 укр.крб, 5 укр.крб, 10 укр.крб, 20 укр.крб, 50 укр.крб.

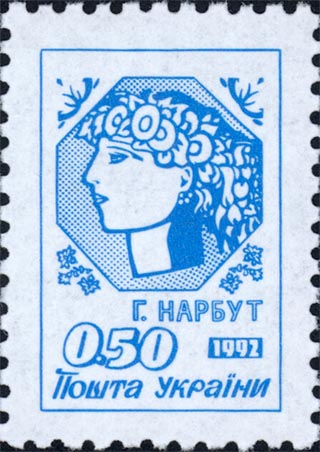
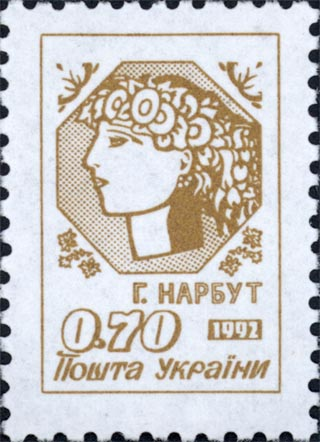
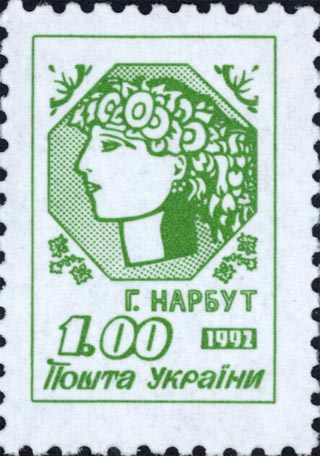
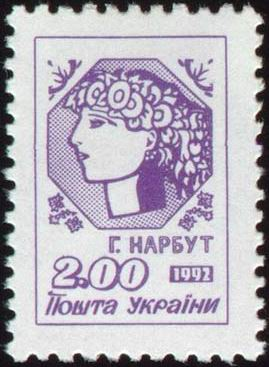
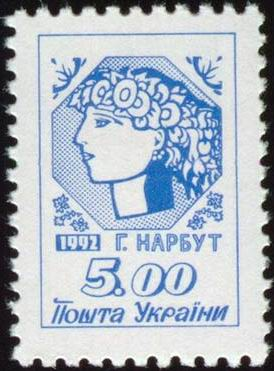
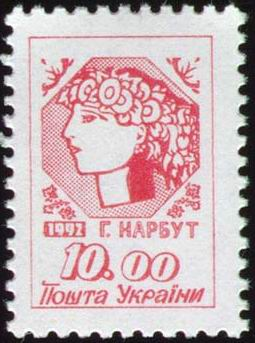
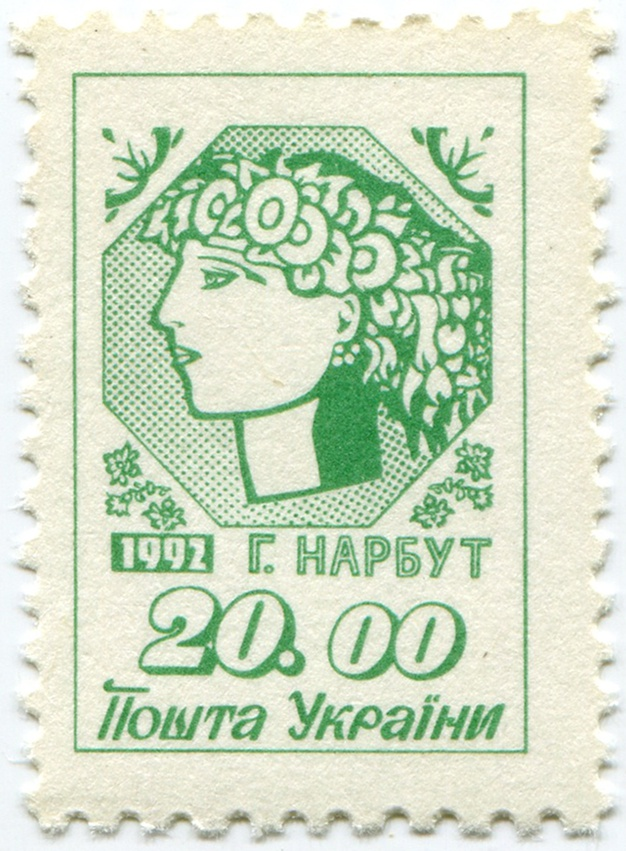
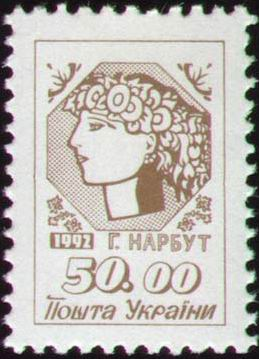

#### Другий випуск стандартних поштових марок («Етнографічні сюжети „Давня Україна“»)
Марки другого стандартного випуску поштових марок випускались у 1993 році. В обіг були введені марки номіналами 50 укр.крб, 100 укр.крб, 150 укр.крб, 200 укр.крб, 300 укр.крб, 500 укр.крб.

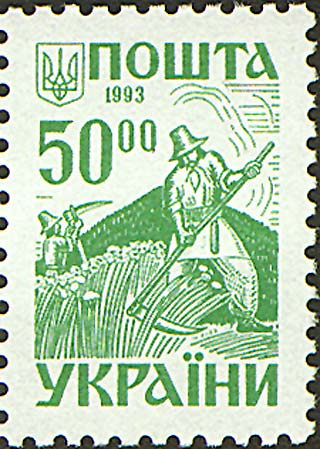
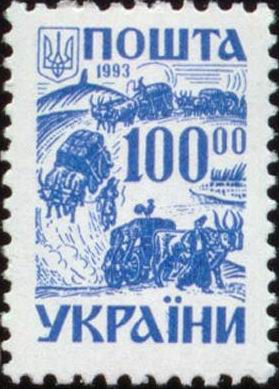
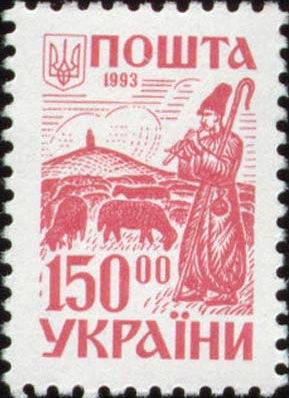
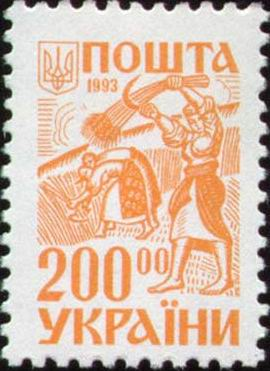
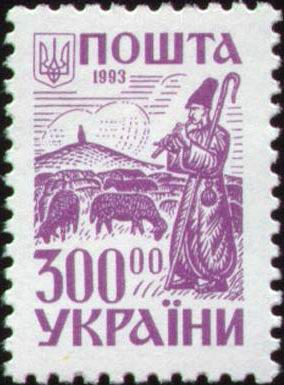
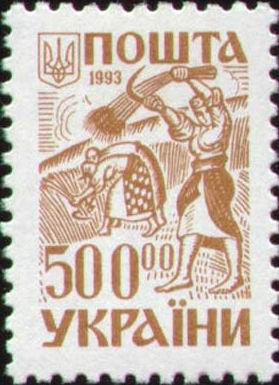

#### Третій випуск стандартних поштових марок («Етнографічні сюжети „Давня Україна“»)
Марки третього стандартного випуску поштових марок випускались у 1994—2001 роках. В обіг були введені марки з літерними номіналами «А», «Б», «В», «Г», «Д», «Е», «Є», «Ж».

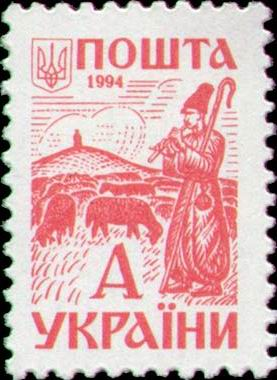
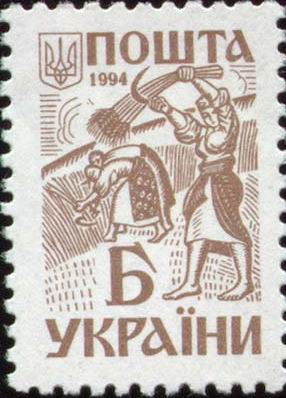
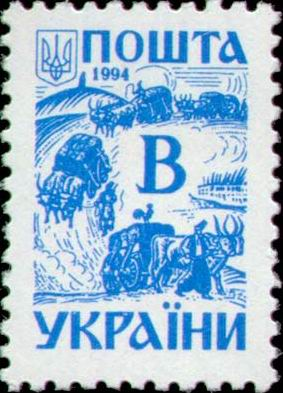
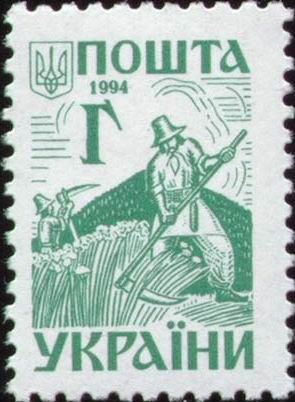
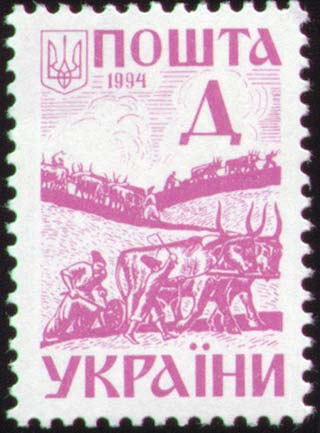
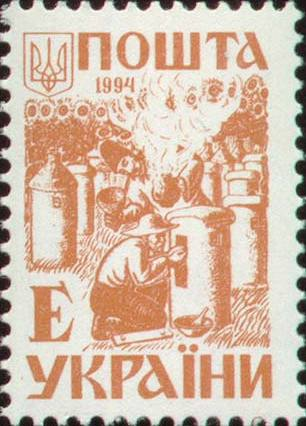
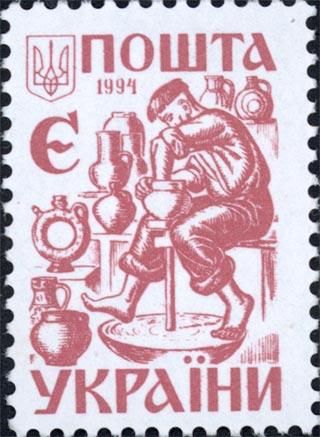
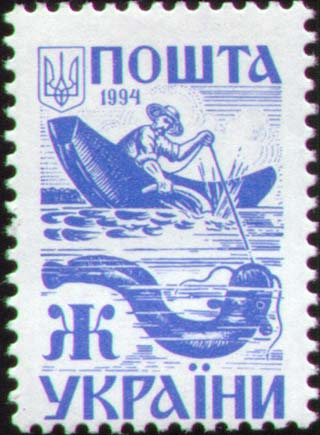

#### Четвертий випуск стандартних поштових марок («Міський транспорт»)
Марки четвертого стандартного випуску поштових марок випускались у 1995—2006 роках. В обіг були введені марки з літерними номіналами «І», «К», «З».

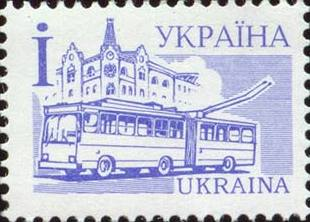
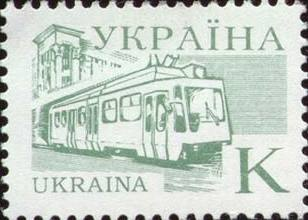
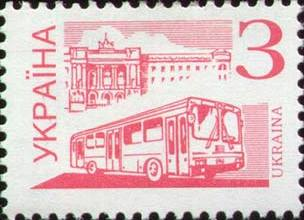

#### П'ятий та шостий випуски стандартних поштових марок («Квіти»)
Марки п'ятого стандартного випуску поштових марок випускались у 2001—2006 роках, шостого — у 2002—2006 роках. В обіг були введені марки п'ятого випуску з літерними номіналами «В», «Д», «Е», «L», «N», «С», «Є», «Ж», «Р» (два варіанти), та шостого випуску з номіналами 5 коп, 10 коп, 25 коп, 30 коп, 45 коп, 65 коп, 70 коп, 1 грн.

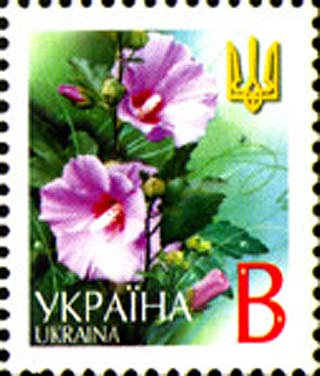
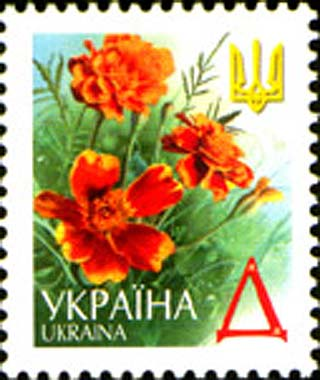
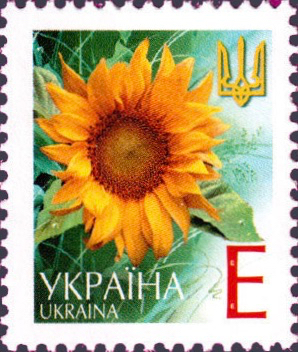
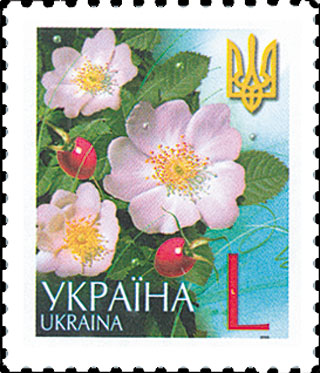
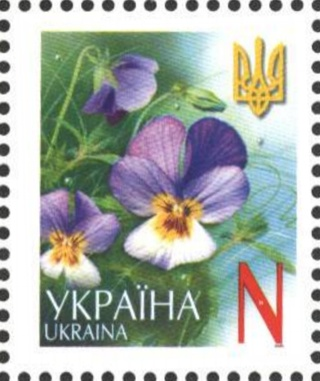
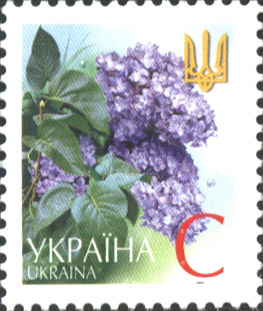
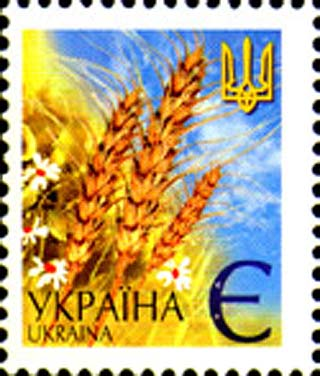
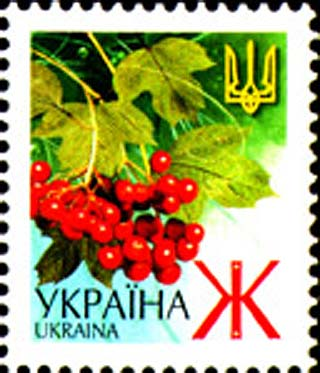
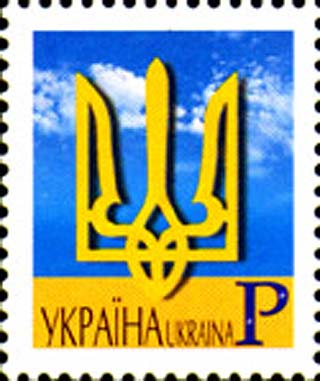
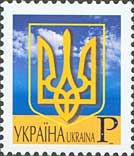
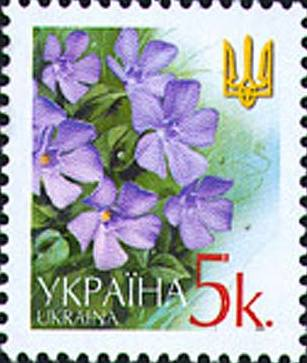
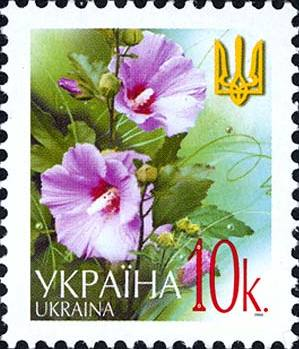
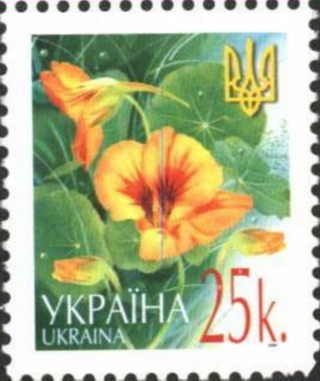
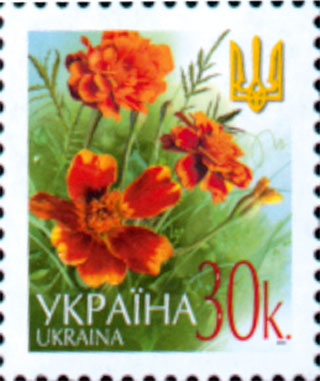
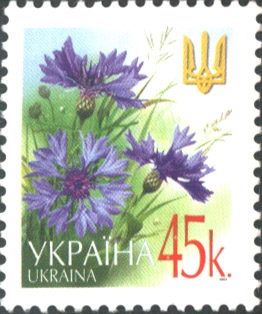
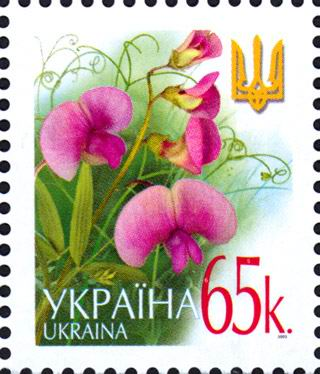
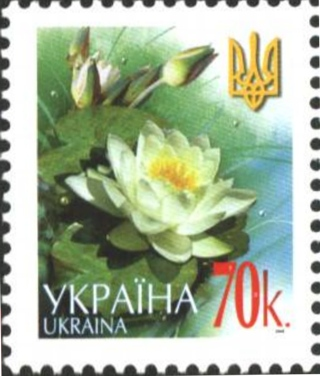
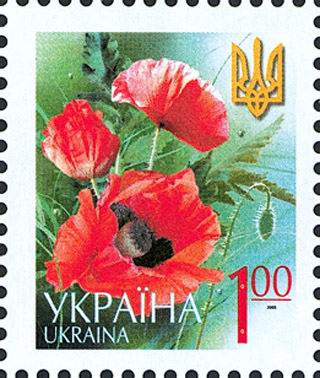

У 2006 році був випущений сувенірний аркуш з марками п'ятого та шостого стандартного випуску.

#### Сьомий випуск стандартних поштових марок («Ужиткові речі»)

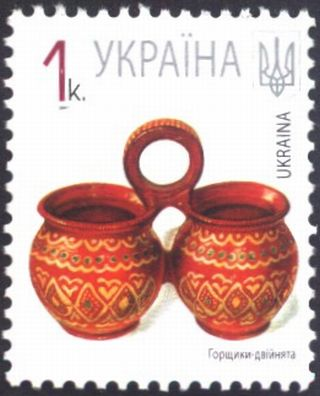
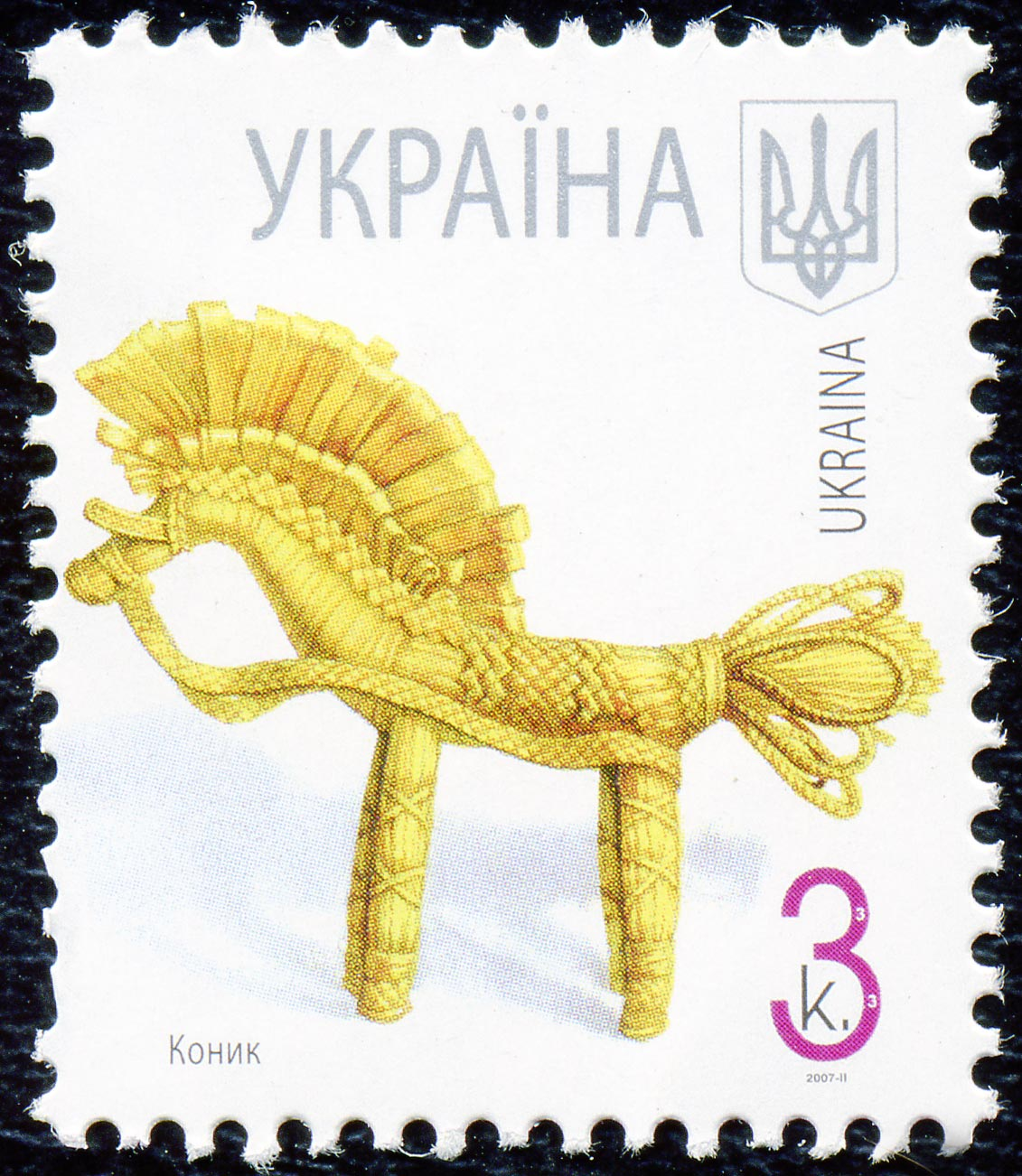
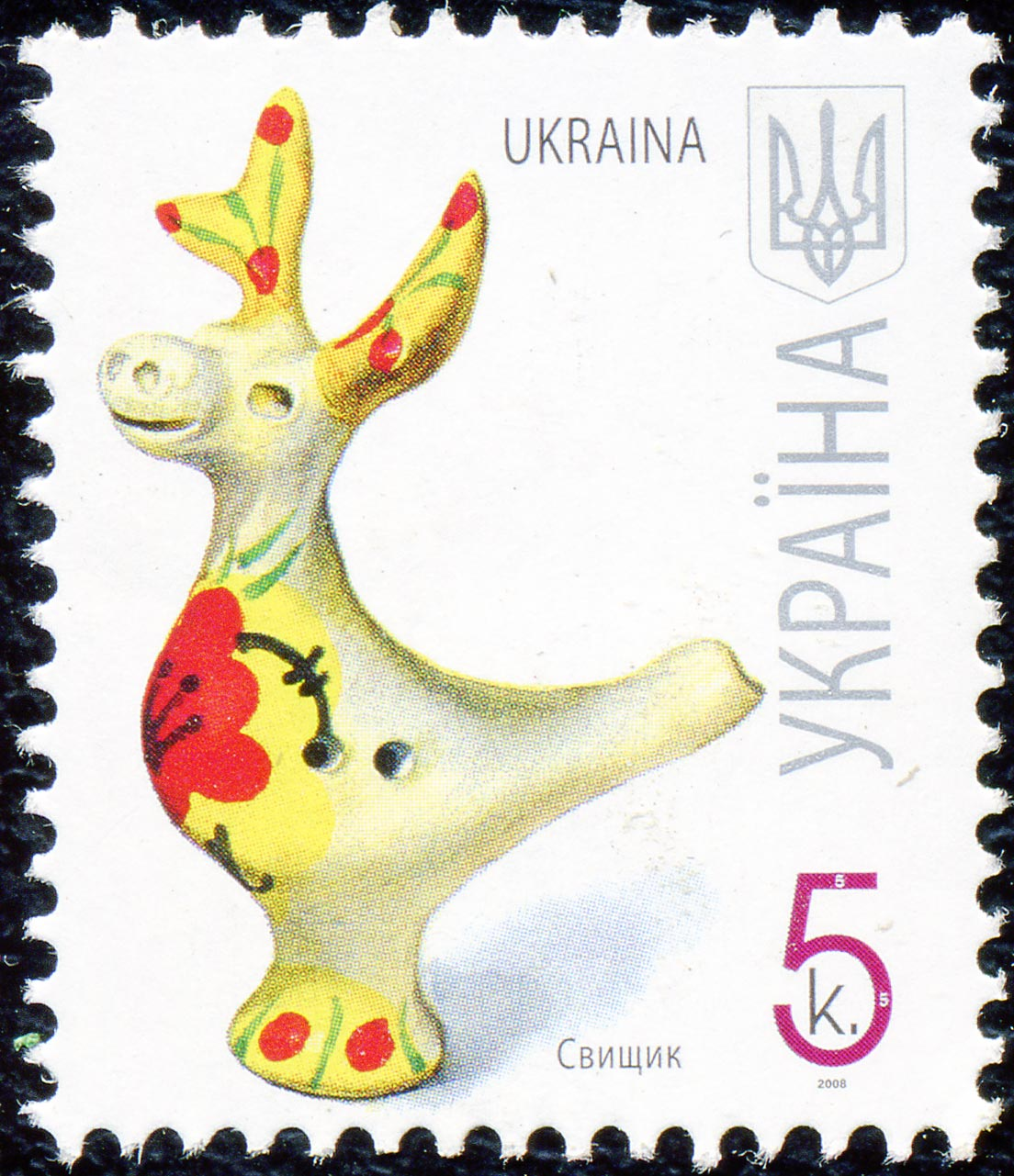
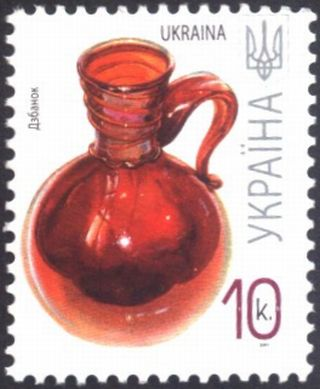
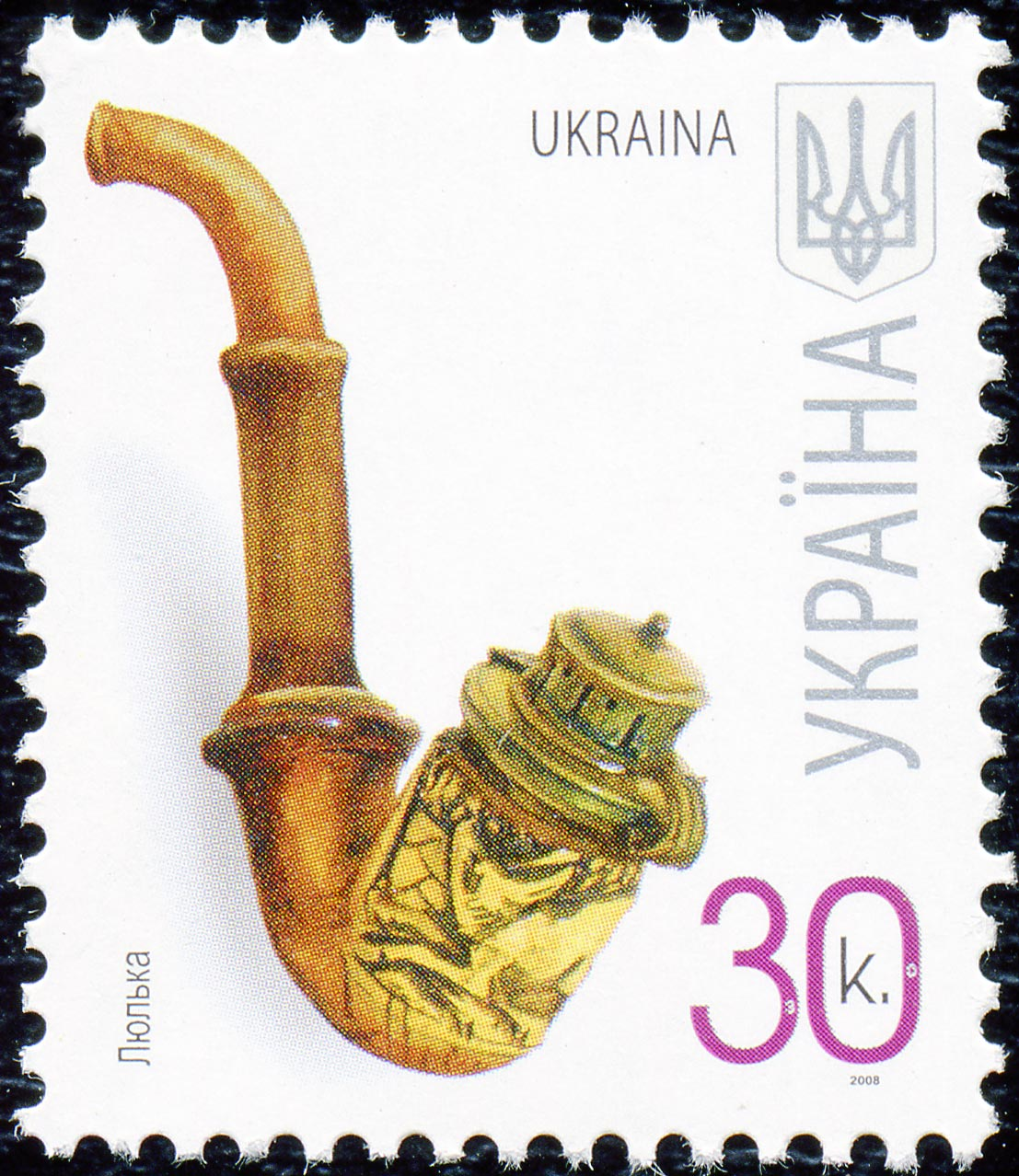
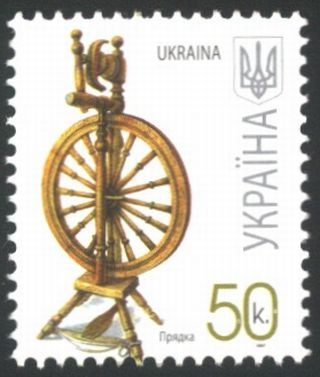
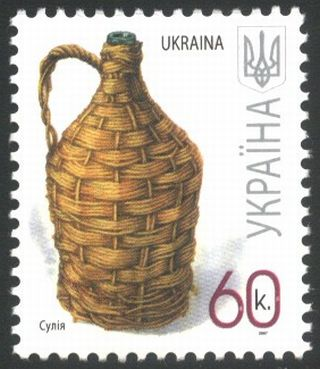
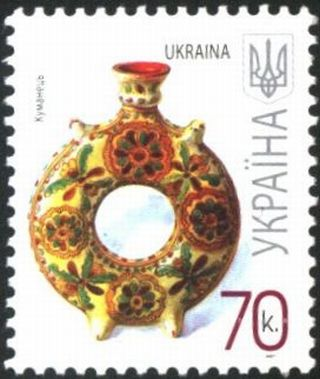
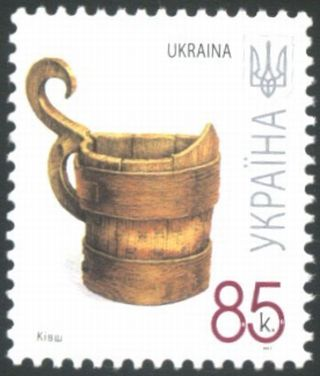
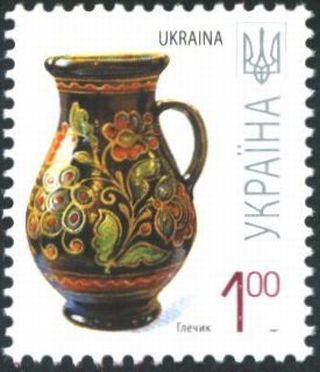
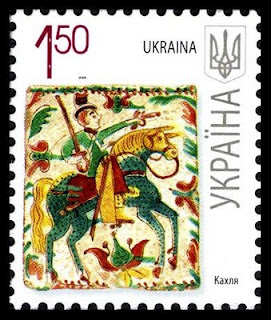
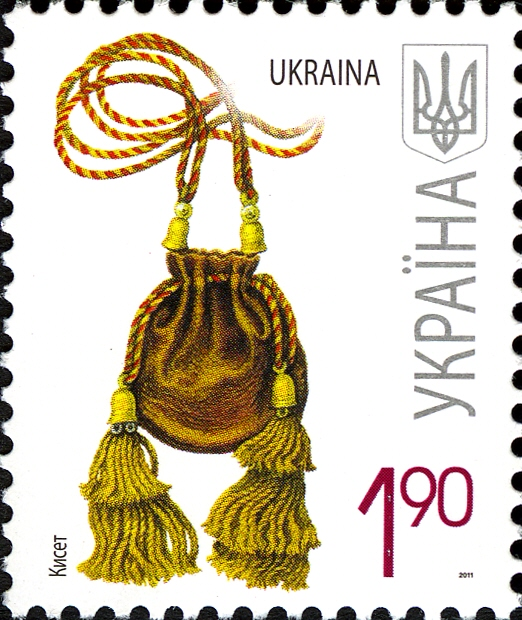
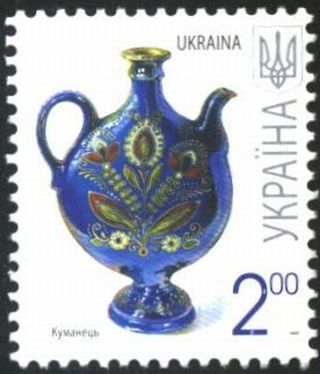
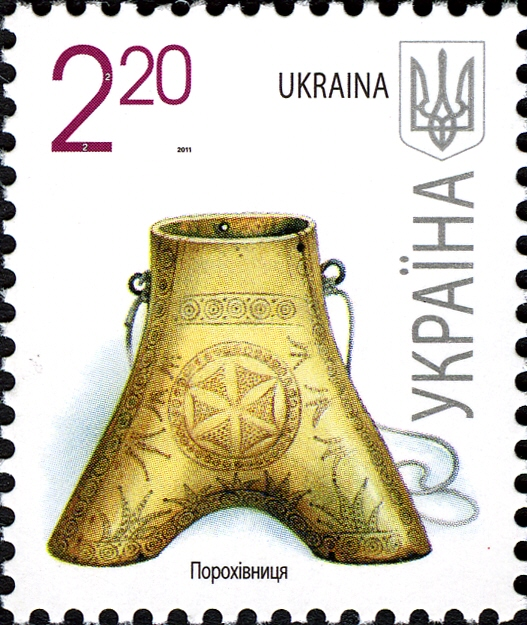
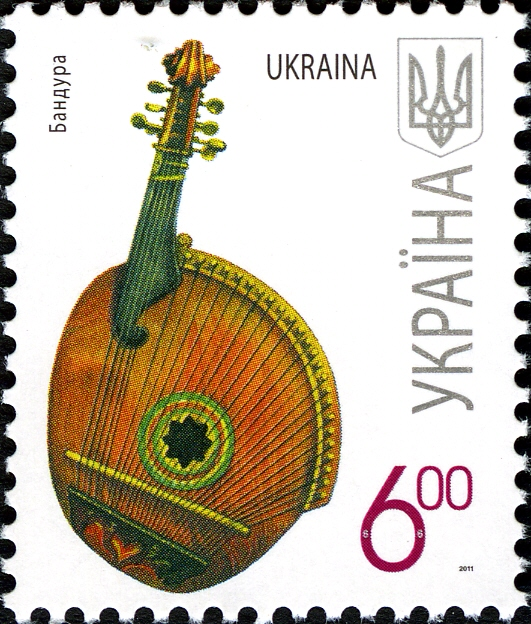
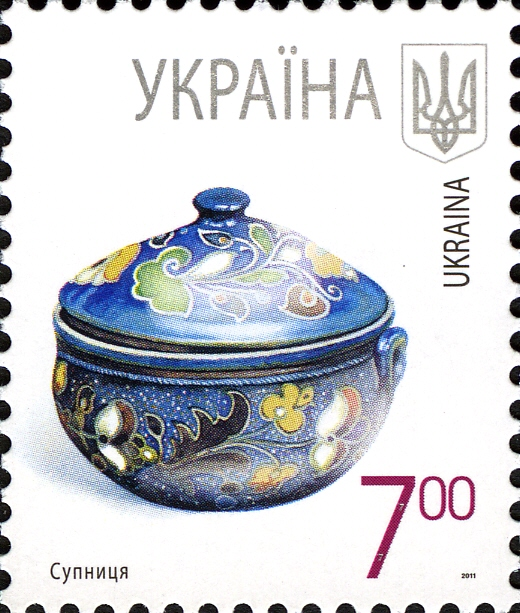
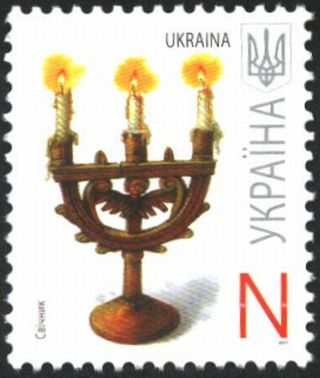
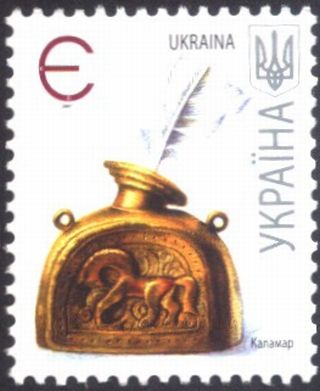
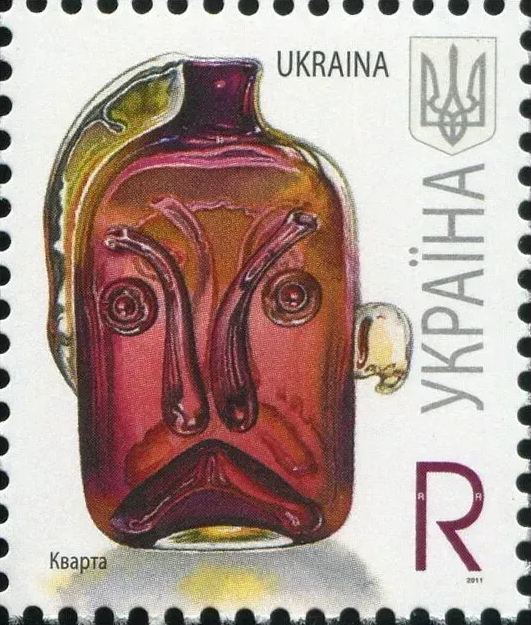
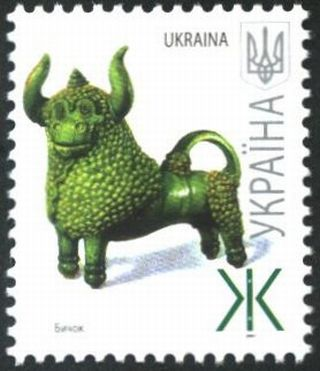
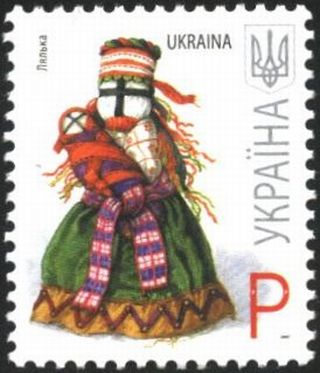
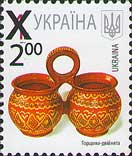
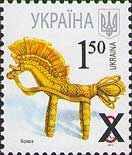

Марки сьомого стандартного випуску поштових марок випускались у 2007—2012 роках. В обіг були введені марки номіналами 1 коп, 3 коп, 5 коп, 10 коп, 30 коп, 50 коп, 60 коп, 70 коп, 85 коп, 1 грн, 1.50 грн, 1.90 грн, 2 грн, 2.20 грн, 6 грн, 7 грн та літерними номіналами «N», «Є», «R», «Ж», «Р». З 1 жовтня 2009 р. марки номіналом 1 коп, 3 коп були виведені з обігу, та у 2010 році введені в обіг з надруком нового номіналу — 2 грн, 1.50 грн відповідно.

#### Восьмий випуск стандартних поштових марок («Листя»)
Марки восьмого стандартного випуску поштових марок випускались у 2012—2016 роках. В обіг були введені марки номіналами 5 коп, 20 коп, 30 коп, 40 коп, 50 коп, 70 коп, 2 грн, 2.50 грн, 3 грн, 4.80 грн, 5 грн, 8 грн, 10 грн та літерними номіналами «L», «N», «Є», «G», «Ж», «V», «F». Марки номіналом 2 грн та літерним номіналом «F» випускались як на звичайному, так й на самоклейкому папері.

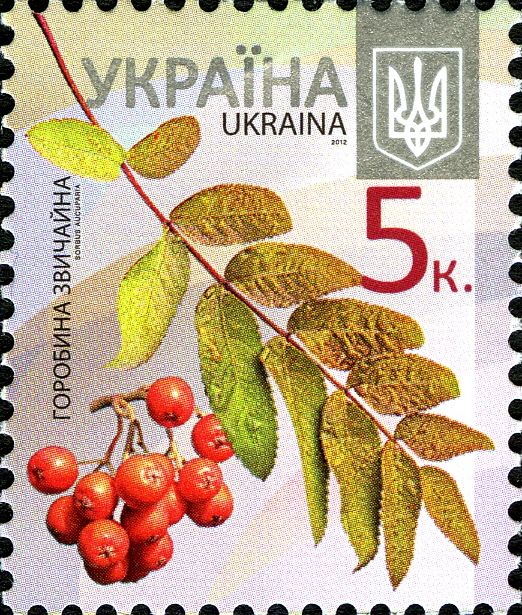
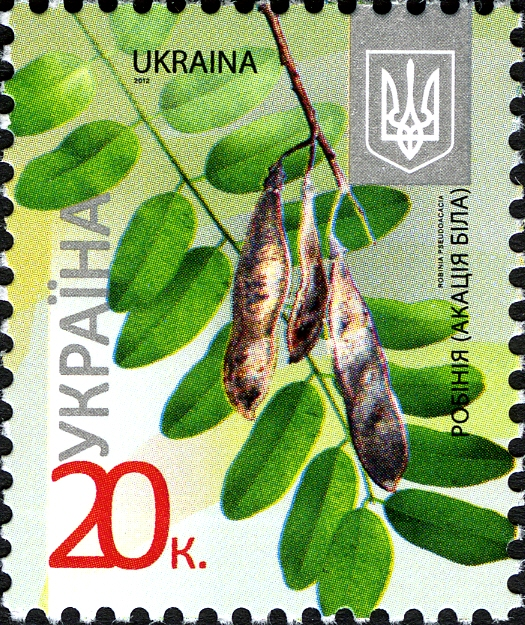
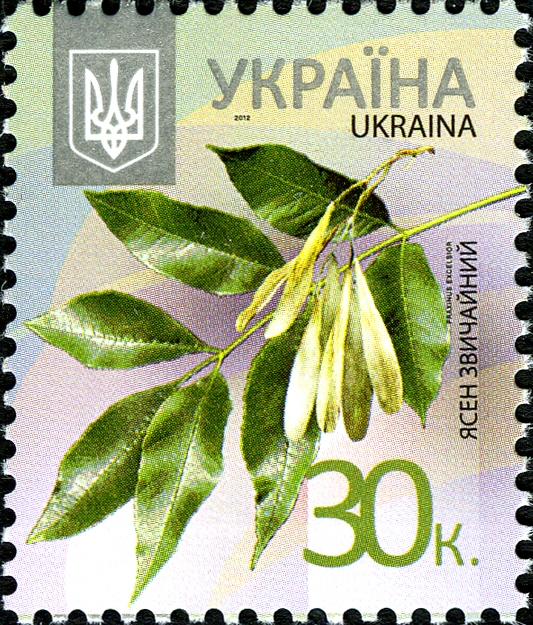
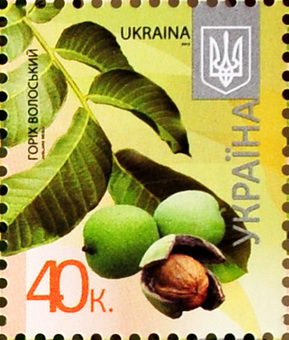
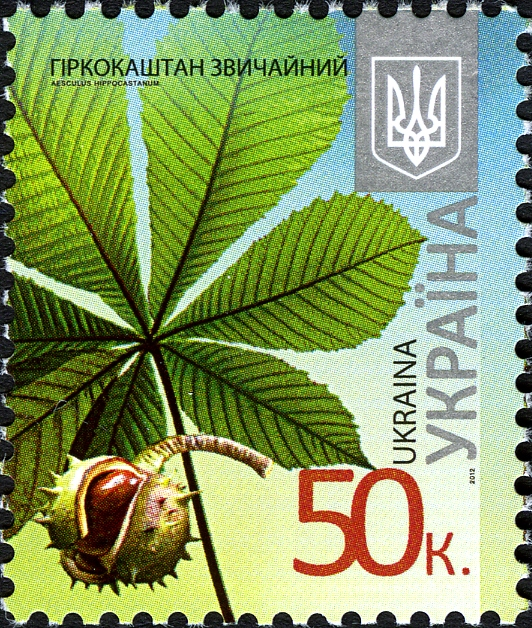
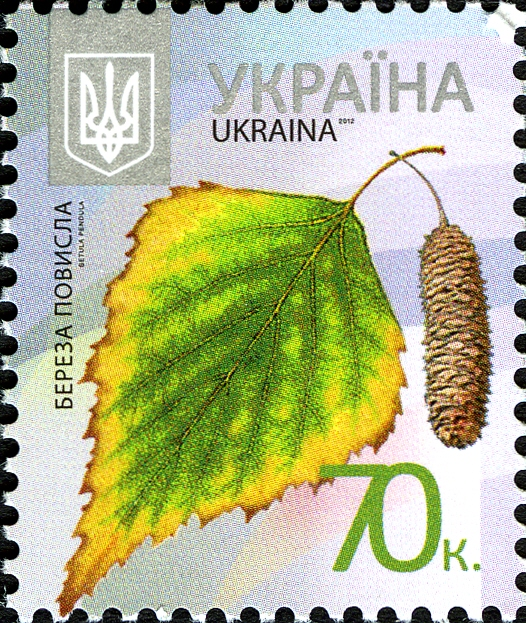
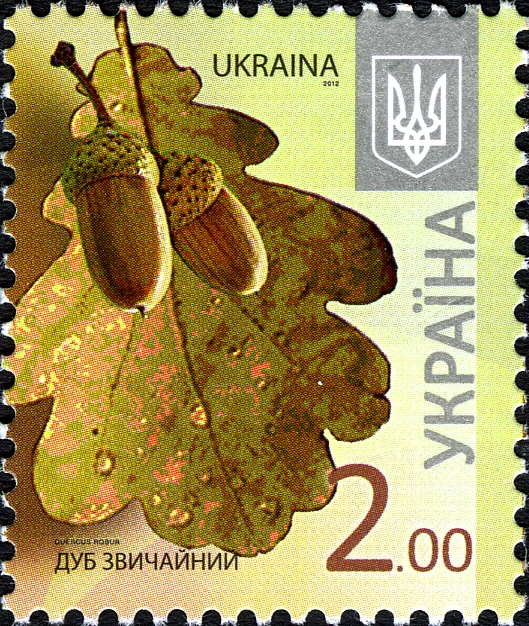
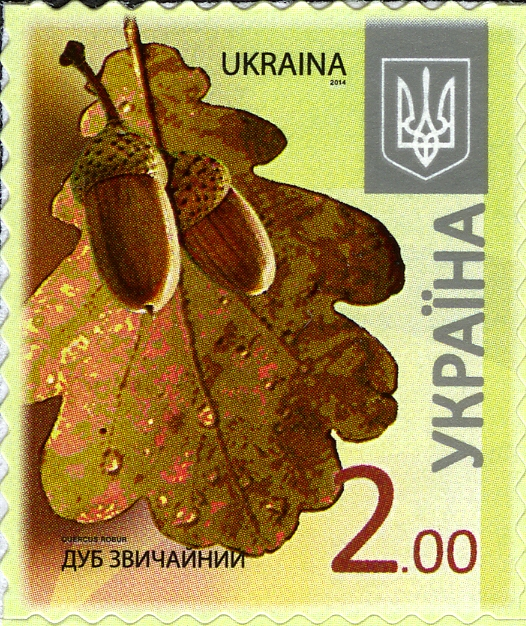
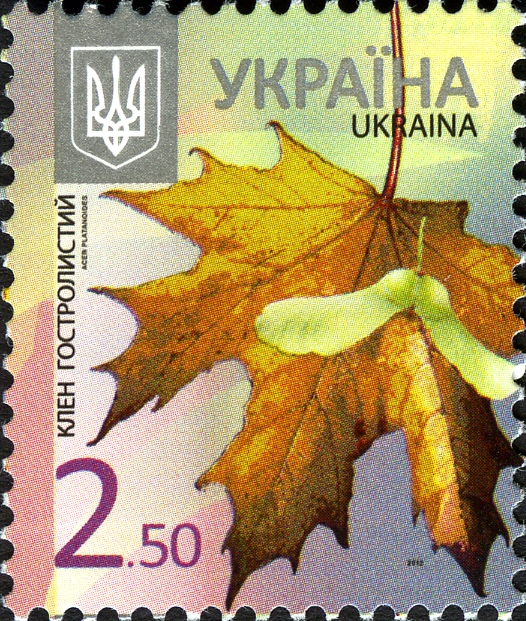
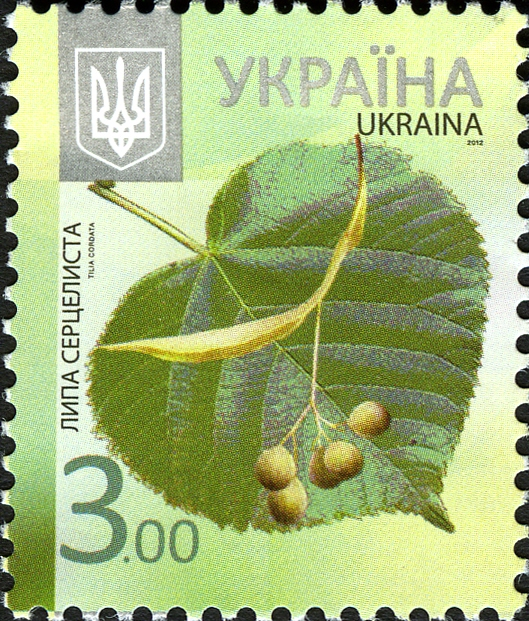
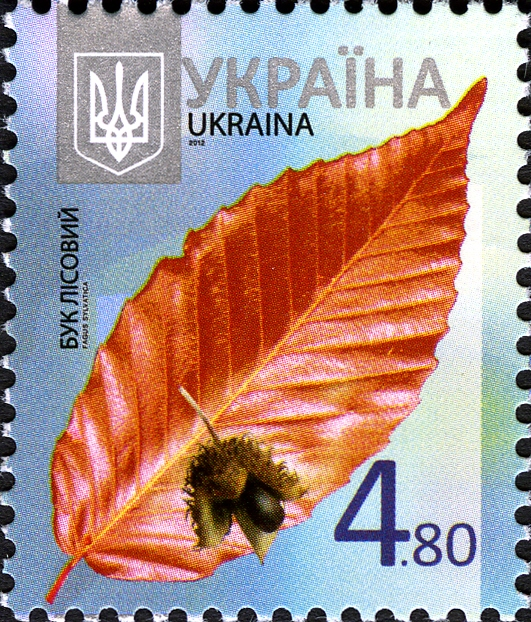
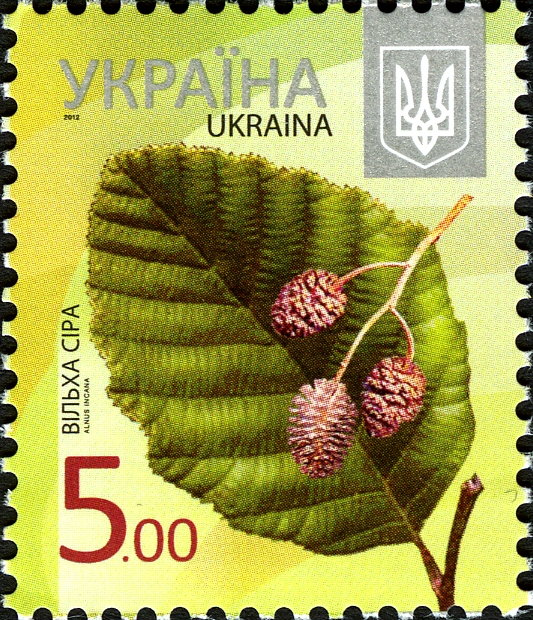
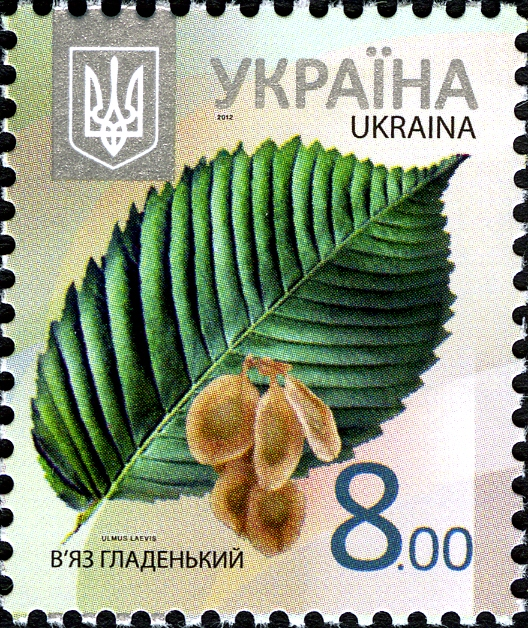
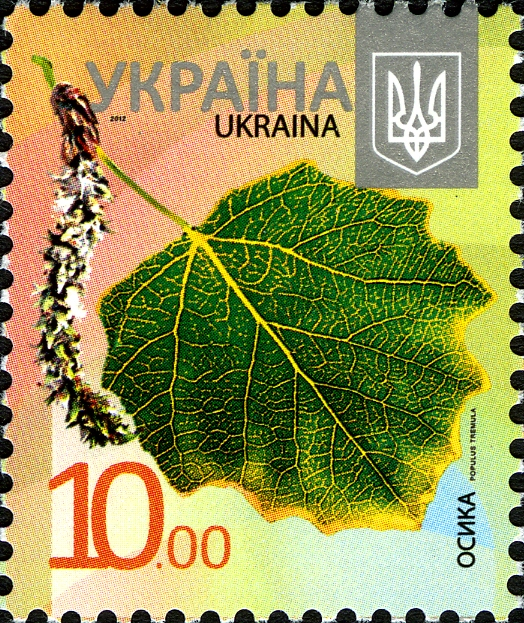
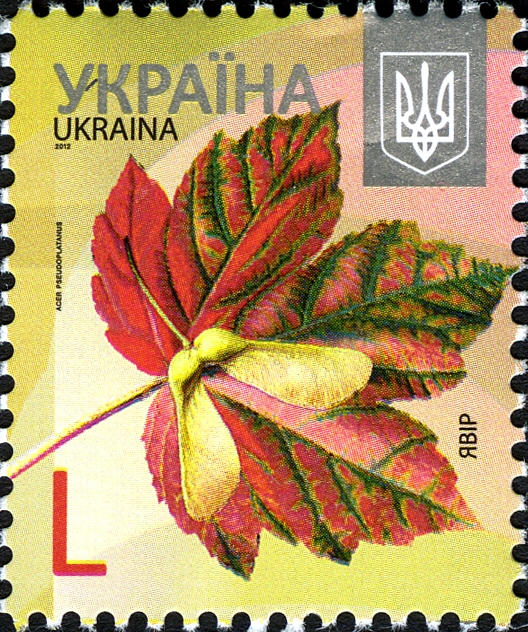
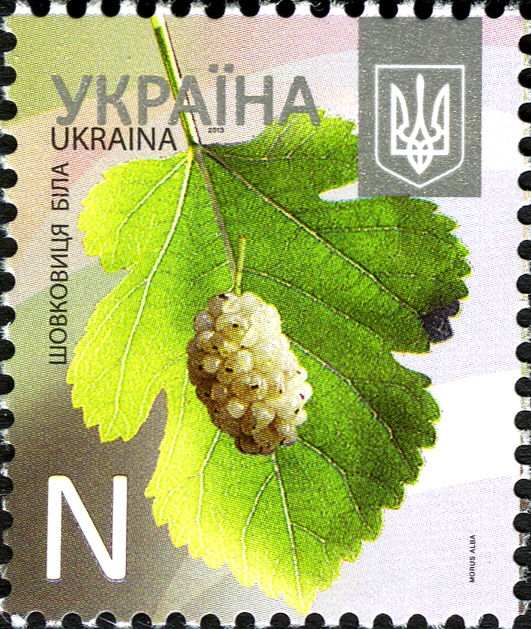
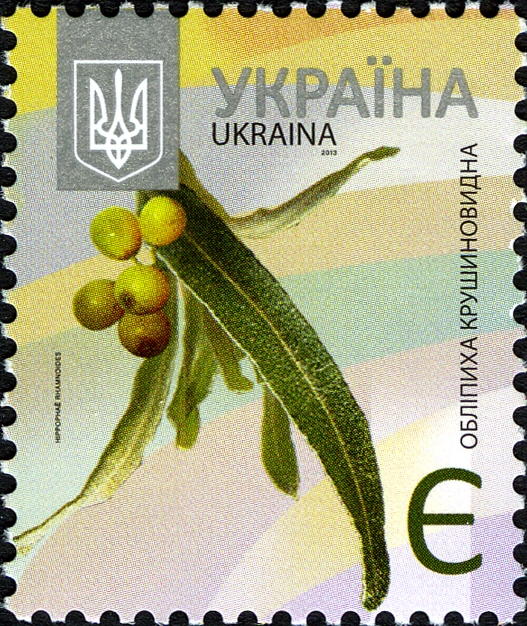
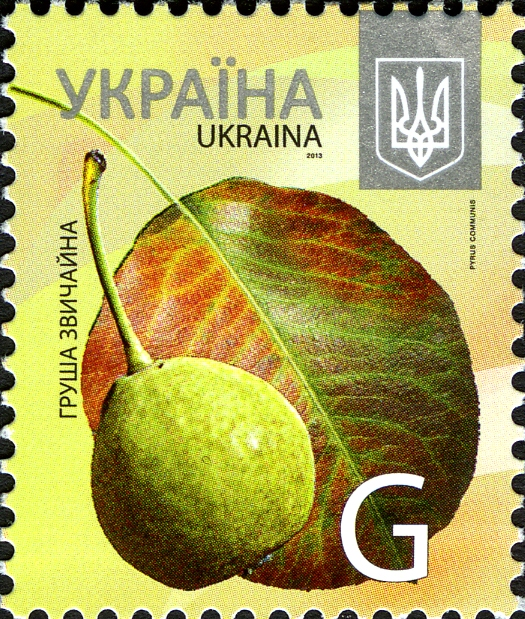
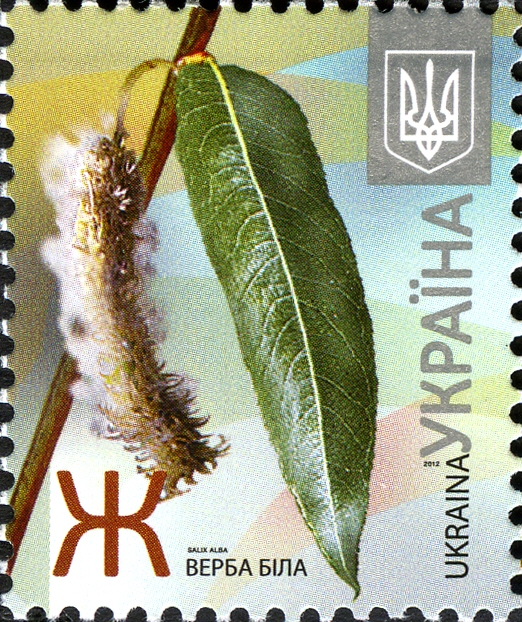
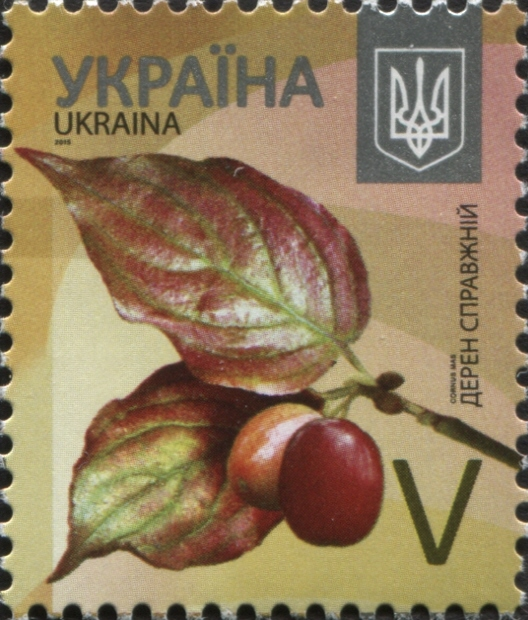
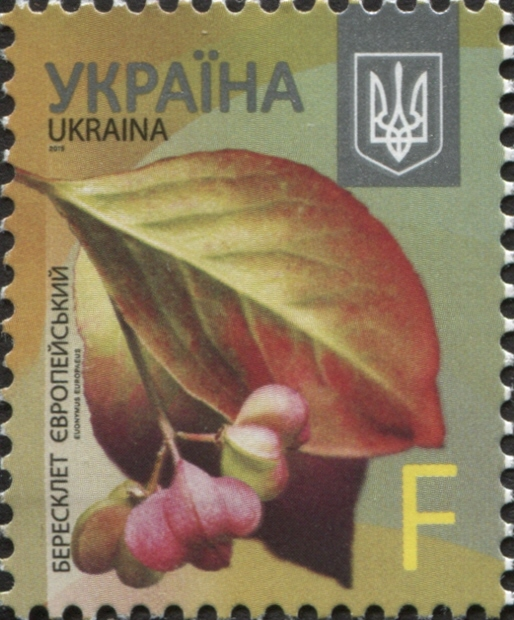
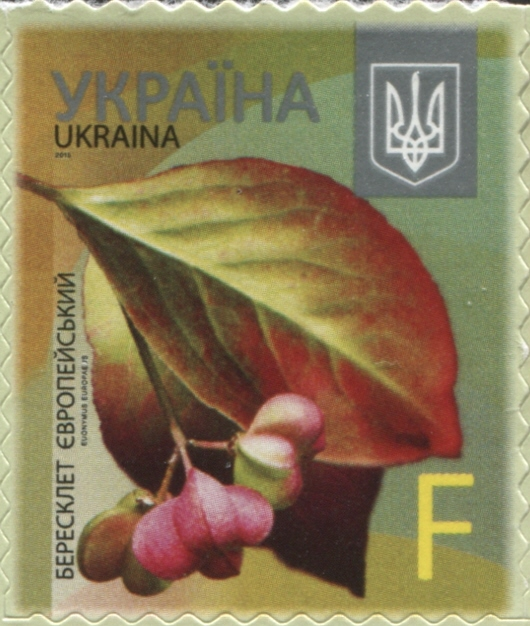

У 2017 році був випущений спеціальний марковий аркуш з марками восьмого стандартного випуску.

#### Дев'ятий випуск стандартних поштових марок («Герби міст, селищ та сіл України»)
Марки дев'ятого стандартного випуску поштових марок випускались у 2017—2022 роках. Введені в обіг марки з літерними номіналами «V», «F», «L», «M», «T», «H», «X», «P», «D».

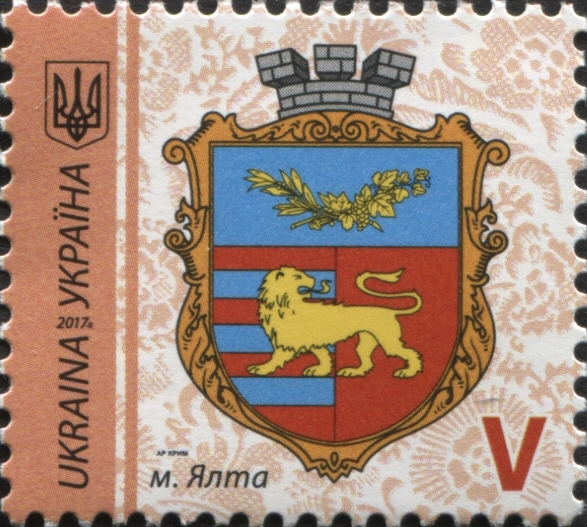
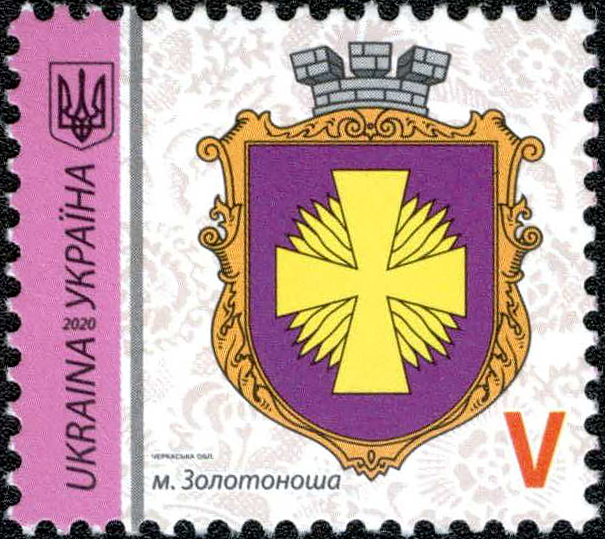
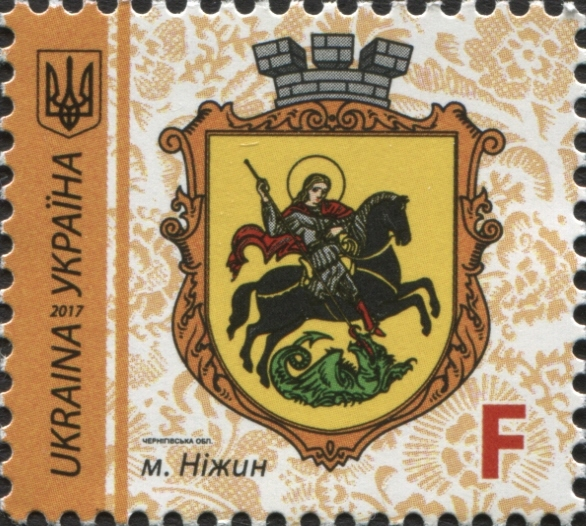
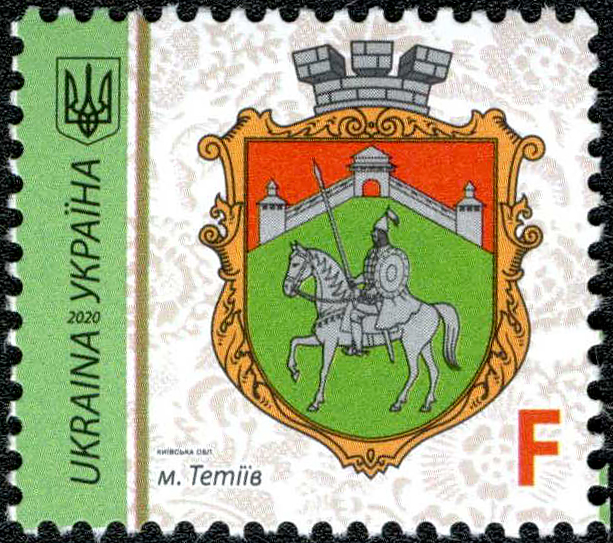
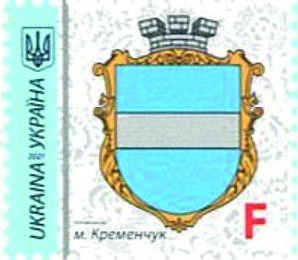
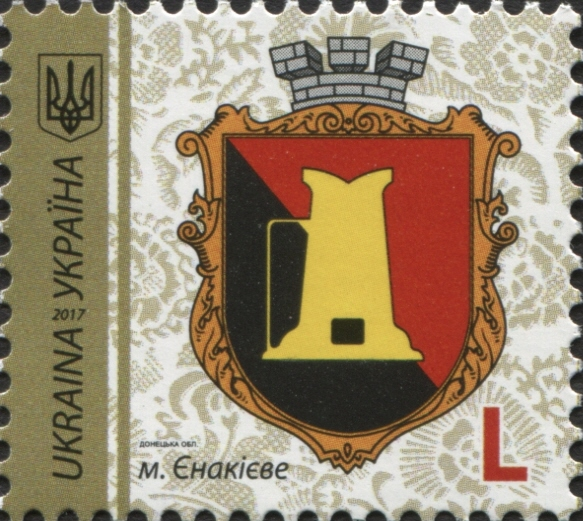
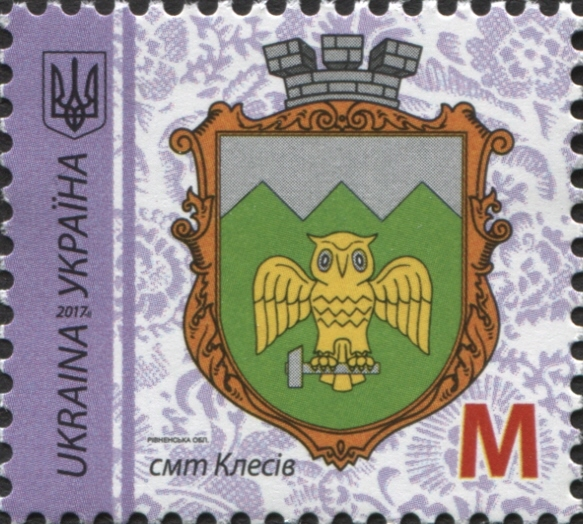
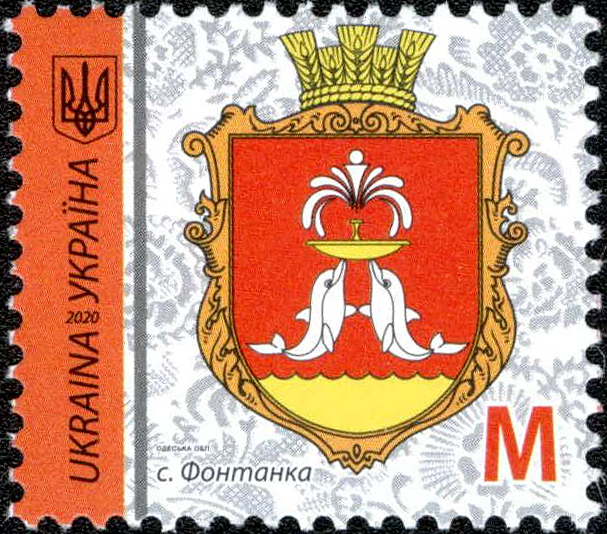
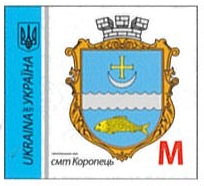
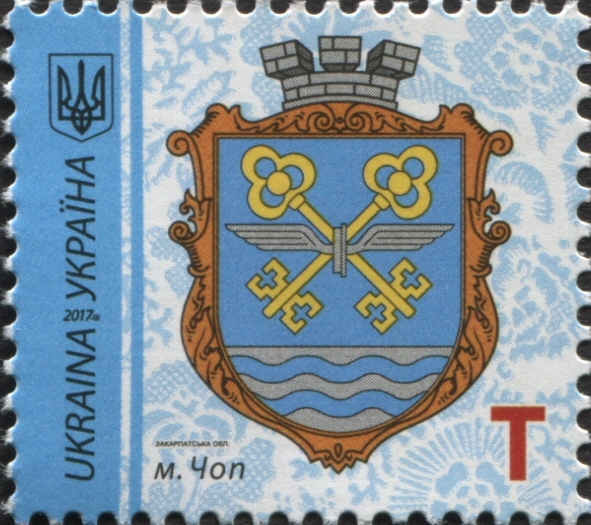
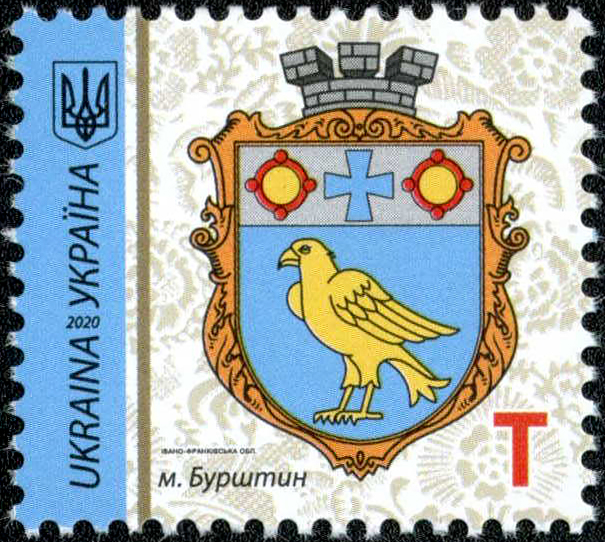
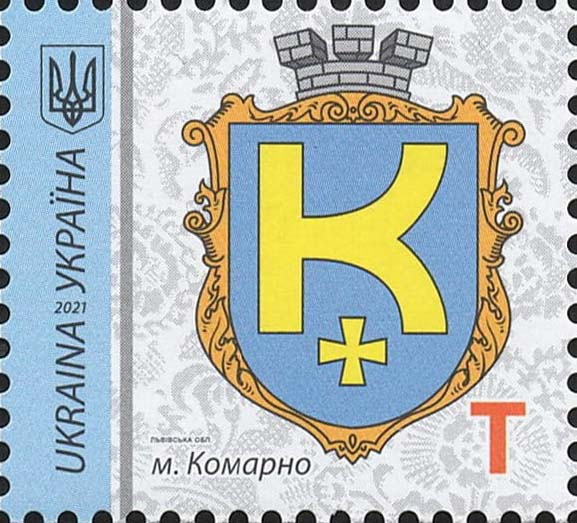
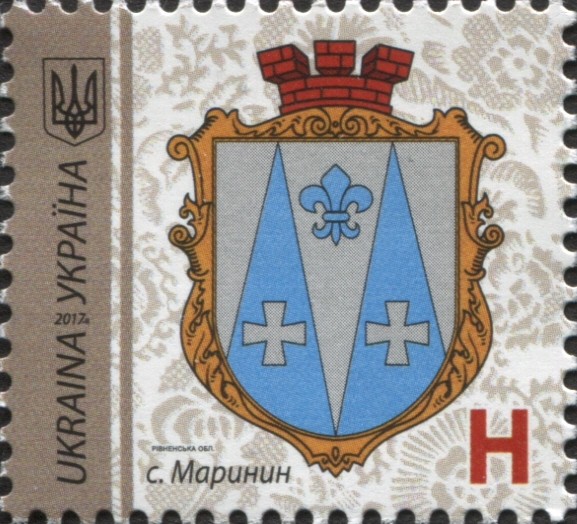
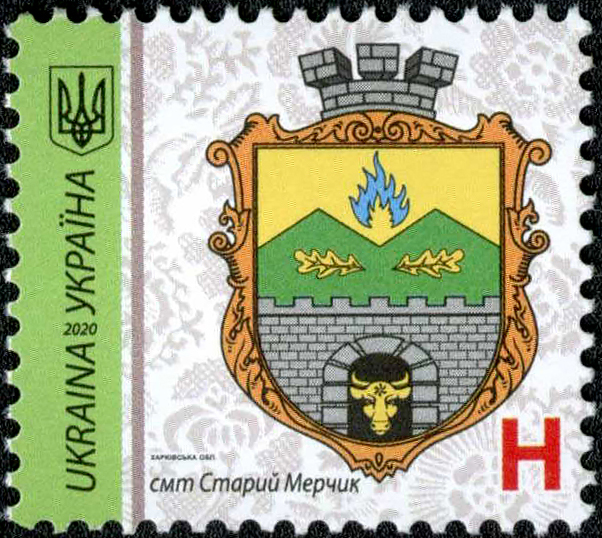
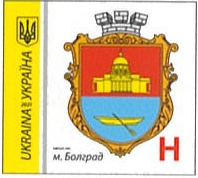
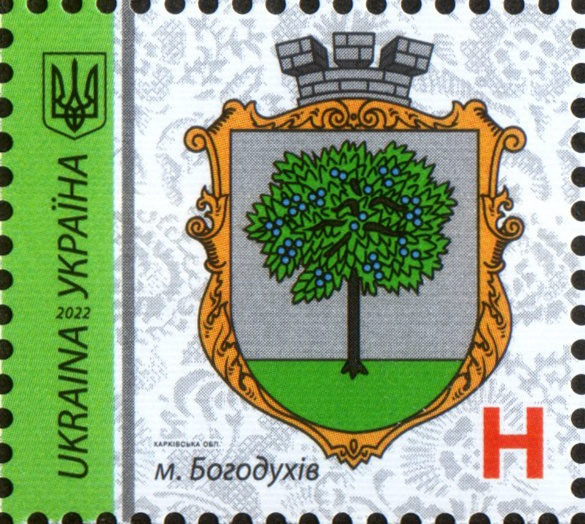
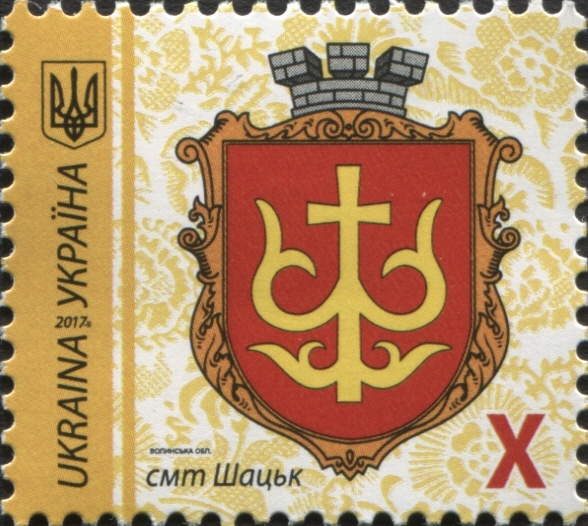
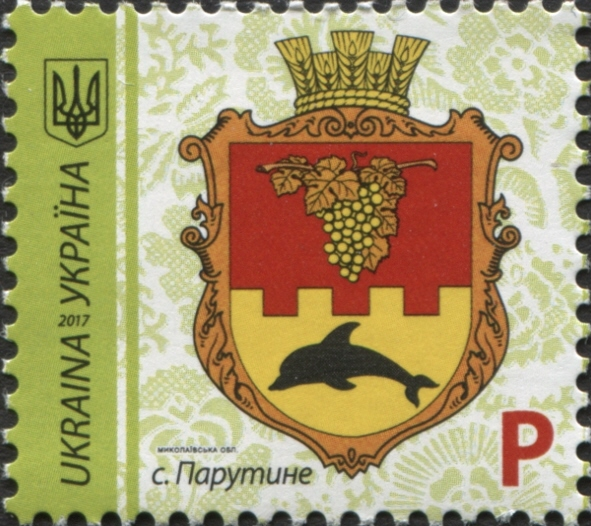
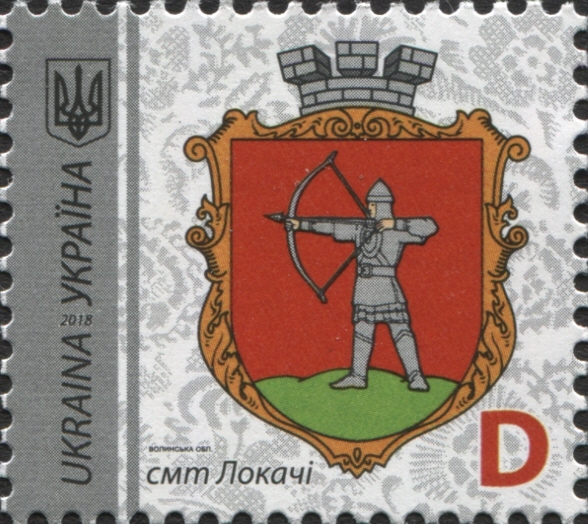
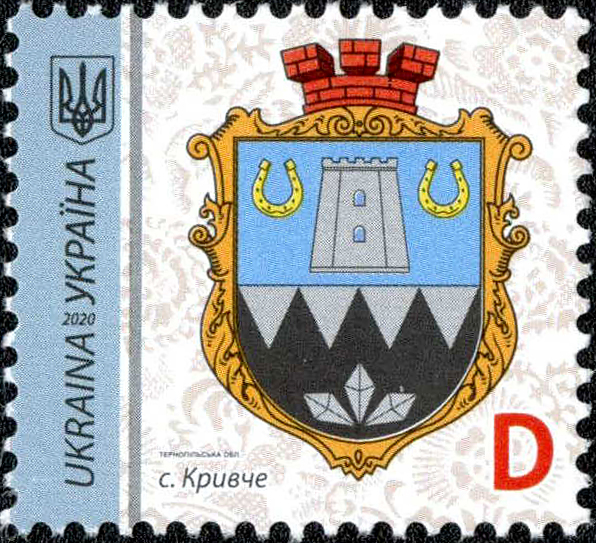
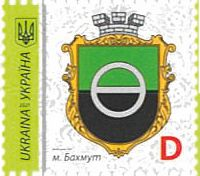

У 2024 році був випущений спеціальний марковий аркуш з марками дев'ятого стандартного випуску.

#### Десятий випуск стандартних поштових марок («Писанки»)
Марки десятого стандартного випуску поштових марок випускаються з 27 вересня 2022 року. Введені в обіг марки з літерними номіналами «U», «M», «H», «T», «L», «F», «X».

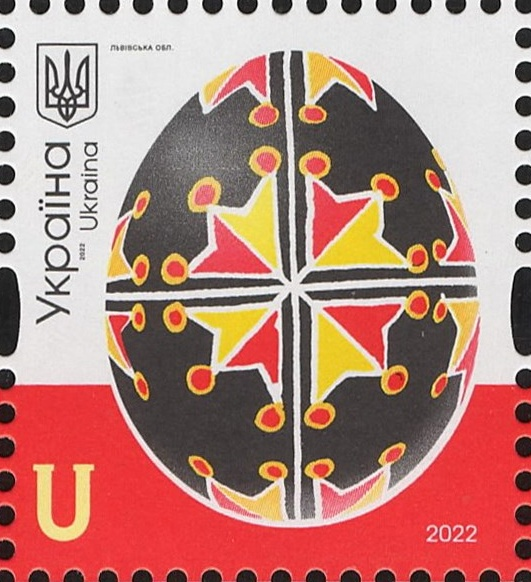
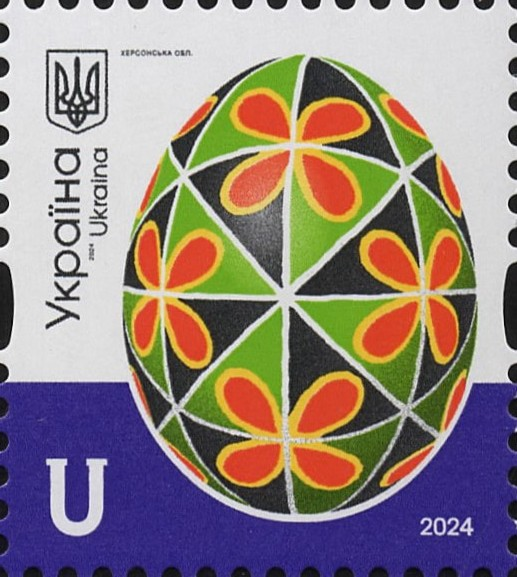
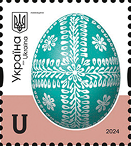
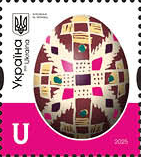
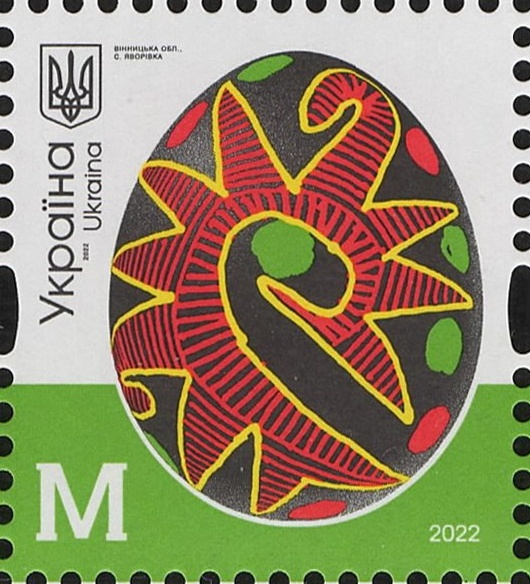
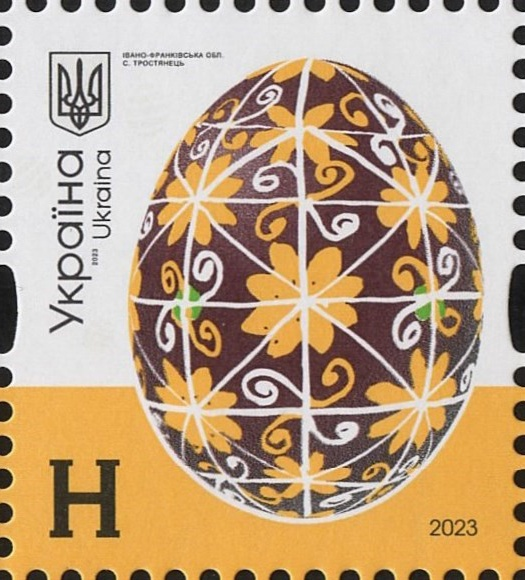
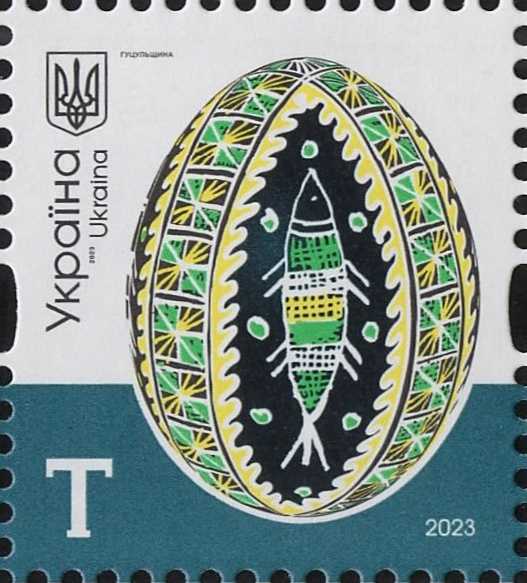
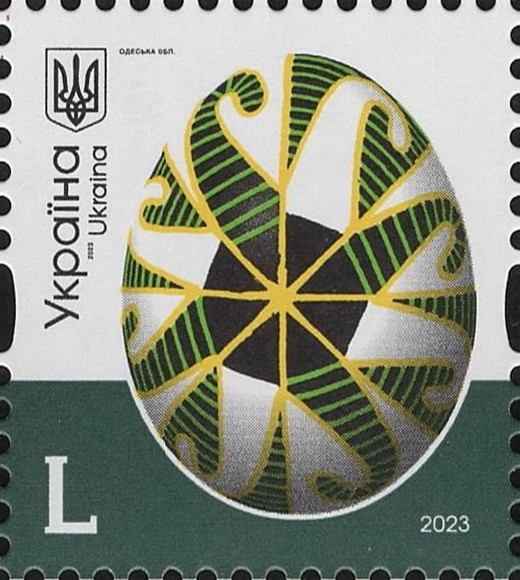
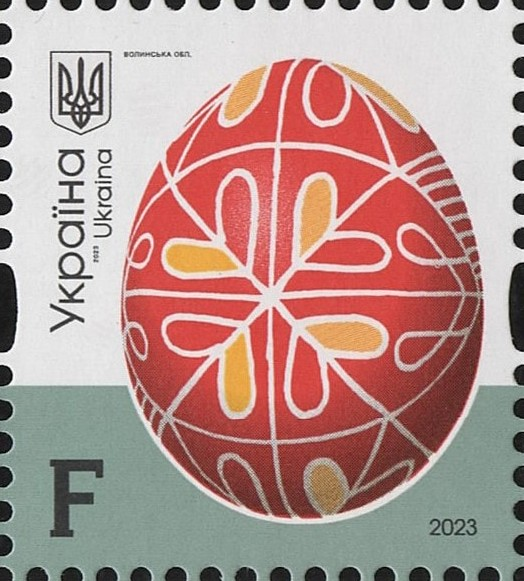
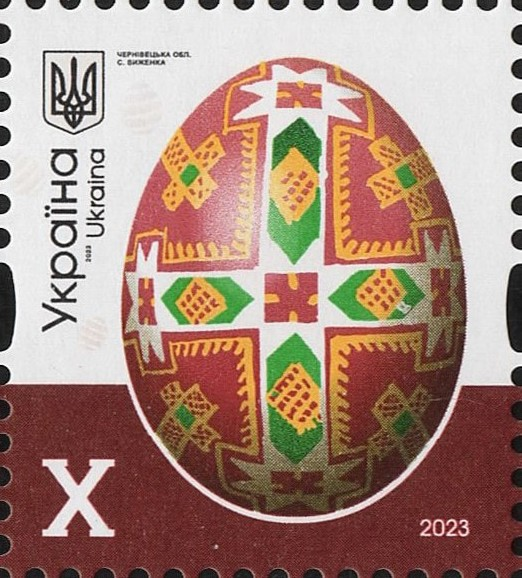

### Комеморативні марки

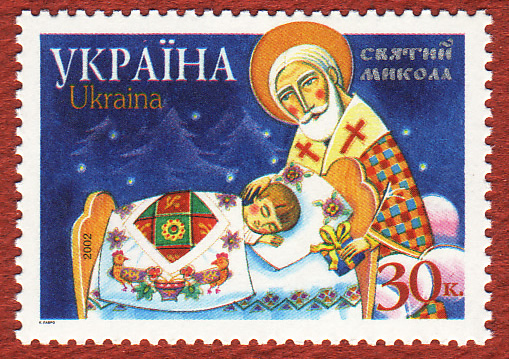
Святий Миколай кладе подарунок під подушку дитині (поштова марка України, 2002)

Навесні 1992 року незалежна Україна отримала перші власні поштові марки — «500 років українського козацтва» та «100-річчя першопоселення українців у Канаді». На них уперше з'явився напис «Пошта України» замість абревіатури СРСР. Автор цих марок — заслужений діяч мистецтв України Олександр Івахненко.
Серія «Славетні жінки України» була започаткована 12 липня 1997 року введенням в обіг марок «Велика княгиня київська Ольга» та «Роксолана». В подальші роки вона поповнилась випусками на честь Анни Ярославни, Марусі Чурай, Галшки Гулевичівни та інших відомих жінок.
У 2013 році «Укрпошта» започаткувала випуск марок під назвою «Краса і велич України», де взяли участь 24 регіони України. У 2017 році в 15-му блоці випуску була представлена Житомирщина. У 2021 році до Дня Гідності та Свободи в рамках серії «Краса і велич України» випущено марку із зображенням морського тральщика «Черкаси» U311.
9 червня 2019 року відбулась презентація нової серії поштових марок «Збройні формації Української революції 1917—1921 рр.». Це спільний проєкт «Укрпошти» та Українського інституту національної пам'яті на вшанування 100-річчя подій Української революції. Серію розпочали дві поштові марки «Стрілець Української Галицької Армії» і «Козак кінного полку Чорних запорожців».
У 2020 році вийшла поштова марка, присвячена закарпатському листоноші Федору Фекеті, яка здобула срібло за вибором журі на міжнародному конкурсі PostEurop за темою «Давні поштові маршрути».
З початком активної фази агресії Росії проти України введення в обіг марок не припинилося. Першу марку в умовах воєнного часу під назвою «Русскій воєнний корабль, іді… !» було випущено 12 квітня 2022 року на знак вшанування героїзму українських захисників з острова Зміїний.
23 травня 2022 року у відділеннях «Укрпошти» почався продаж марки «Русскій воєнний корабль… ВСЬО!». Це друга марка серії, яку надрукували після шаленого успіху й дефіциту попереднього випуску. Вона ілюстративно вказує невідворотний шлях ворожим кораблям, які загрожують Україні.
Креативна серія марок «Укрпошти» про сумну долю російського корабля допомагає збирати кошти для ЗСУ. Наприклад, наприкінці травня 2022 року Михайло Ткач, журналіст інтернет-видання «Українська правда», оголосив розіграш 34 марок легендарної серії. Зокрема, однієї марки з підписом директора «Укрпошти» Ігоря Смілянського, що існує лише в 100 примірниках. Усього за 9 днів вдалося зібрати 1 млн 100 тис. грн.
28 червня 2022 року, до Дня Конституції України, «Укрпошта» випустила в обіг нову поштову марку «Українська мрія». На ній зображено найбільший у світі літак  Ан-225 «Мрія», зруйнований росіянами у Гостомелі.
«Доброго вечора, ми з України!» — четверта марка воєнного часу, що відтворює реальні події, коли українські селяни без зброї забирали російську техніку, допомагаючи ЗСУ виборювати перемогу.

### Літерні номінали марок
Літерні номінали поштових марок, що еквівалентні визначеній сумі, за станом на 1 січня 2024 року:
| в гривнях |      |      |      |      |      |       |       |       |       |       |       |       |       |
| І         | З    | В    | Д    | H    | Е    | Т     | D     | U     | V     | L     | М     | F     | Х     |
| 0,01      | 0,03 | 0,10 | 0,30 | 0,50 | 0,70 | 15,00 | 15,00 | 15,00 | 15,00 | 15,00 | 30,00 | 30,00 | 60,00 |

| в доларах США (вартість для продажу розраховується за курсом НБУ) |      |      |      |      |      |      |      |      |      |
| N                                                                 | Є    | С    | G    | R    | Z    | А    | Ж    | W    | Р    |
| 1,50                                                              | 1,00 | 1,00 | 1,00 | 1,50 | 1,00 | 1,00 | 1,00 | 1,50 | 5,00 |

Від квітня 2022 р. Укрпошта припинила випуск поштових марок і маркованих конвертів з літерними номіналами V і Z, у зв'язку з тим, що ці літери стали символами російського вторгнення в Україну. Замість номіналу V був введений номінал U.

## Товариства
У часи СРСР в Україні не було окремого філателістичного товариства, українці були членами Всесоюзного товариства філателістів, що мало відділи і клуби в УРСР та видавало місячник «Филателия». Українські філателісти поза УРСР об'єднувалися в кількох фахових товариствах: Союз філателістів України у Німеччині (1920—2005 рр.), що видавав журнал «Der Ukraine-Philatelist»; Українське Вимінне Товариство при журналі «Український Філателіст» у Відні (1925—1939), гол. І. Турин; Український Філателістичний Клуб у Львові (1927) і там таки Українське Філателістичне Товариство (1928—1929); Українське Філателістичне Товариство у Харбіні; Союз українських філателістів і нумізматів у Нью-Йорку; Союз Українських Філателістів Австрії у Відні (заснований 1967, гол. Ю. Костюк, пізніше Б. Ямінський) з визначною діяльністю міжнародного обсягу; Товариство Українських Філателістів і Нумізматиків у Монреалі (з 1972) й ін. У наш час[коли?] на території України існує Асоціація філателістів України.

## Виставки

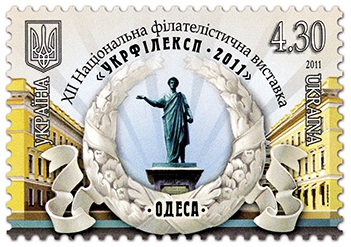
Марка України: "«ХІІ Національна філателістична виставка „Укрфілексп 2011“. Одеса» (№ 1123)

Виставки поштових марок України окремо відбуваються рідко. 
На українських землях відбулася тільки одна (Київ, 1928), організована Київським відділом філателістичного товариства «Україна», яке існувало у 1920-х pp.
Поза Україною першу виставку українських поштових марок влаштував Пласт в Едмонтоні 1951. Союз Українських Філателістів виставляв обидві ділянки укр. Ф. (державні і недержавні) 1951 і 1952 у Нью-Йорку, Нюарку й у Філадельфії. Крім цих великих виставок, українські поштові марки експонувалися на кількадесятьох виставках у світі разом із поштовими марками інших держав. Першим експонентом був А. Яковлів (1922, Бельгія), крім нього, виставляли Є. Вировий, С. Шрамченко, Ф. Букайло, О. Кочан, Каленик Лисюк, Є. Котик, Я. Петеш і ін. та ряд іноземців (Арнольд, К. Свенсон, Енгельс, О. Петерс, П. Мавроґордато, Люхт, Г. Кюлер, Штоман, Маєрганс, Вільсон, Р. Зайхтер, Найман, В. Тойбер, Дудзінський, В. Попов та ін.).
Українські філателісти влаштовують в Україні чимало виставох, але без поштових марок УНР. Кожні три роки в Києві відбуваються міжнародні виставки «Братислава — Київ — Краків».

## Участь у міжнародних виставках

### Участь у WIPA
З 1981 року у Відні щорічно проходить Віденська міжнародна виставка марок (WIPA), на якій присуджується Гран-прі найкрасивішій поштовій марці світу.
Хроніка участі марок України у WIPA:
- 2003 — 3-те місце за поштову марку «З Різдвом Христовим!»;
- 2004 — 3-те місце за поштовий блок «Гетьманські клейноди та особисті речі Богдана Хмельницького»;
- 2008 — 7-ме місце за поштовий блок «Козацька Україна»;
- 2009 — 7-ме місце за поштовий блок «Доля. Т. Г. Шевченко»;
- 2012 — 6-те місце за поштовий блок «Маяки України» (2010 р.);
- 2013 — 6-те місце за поштовий блок «Щедра Україна. Літо»;
- 2019 — Гран-прі за маркований аркуш «Комахи України».